# Cristiandad oriental

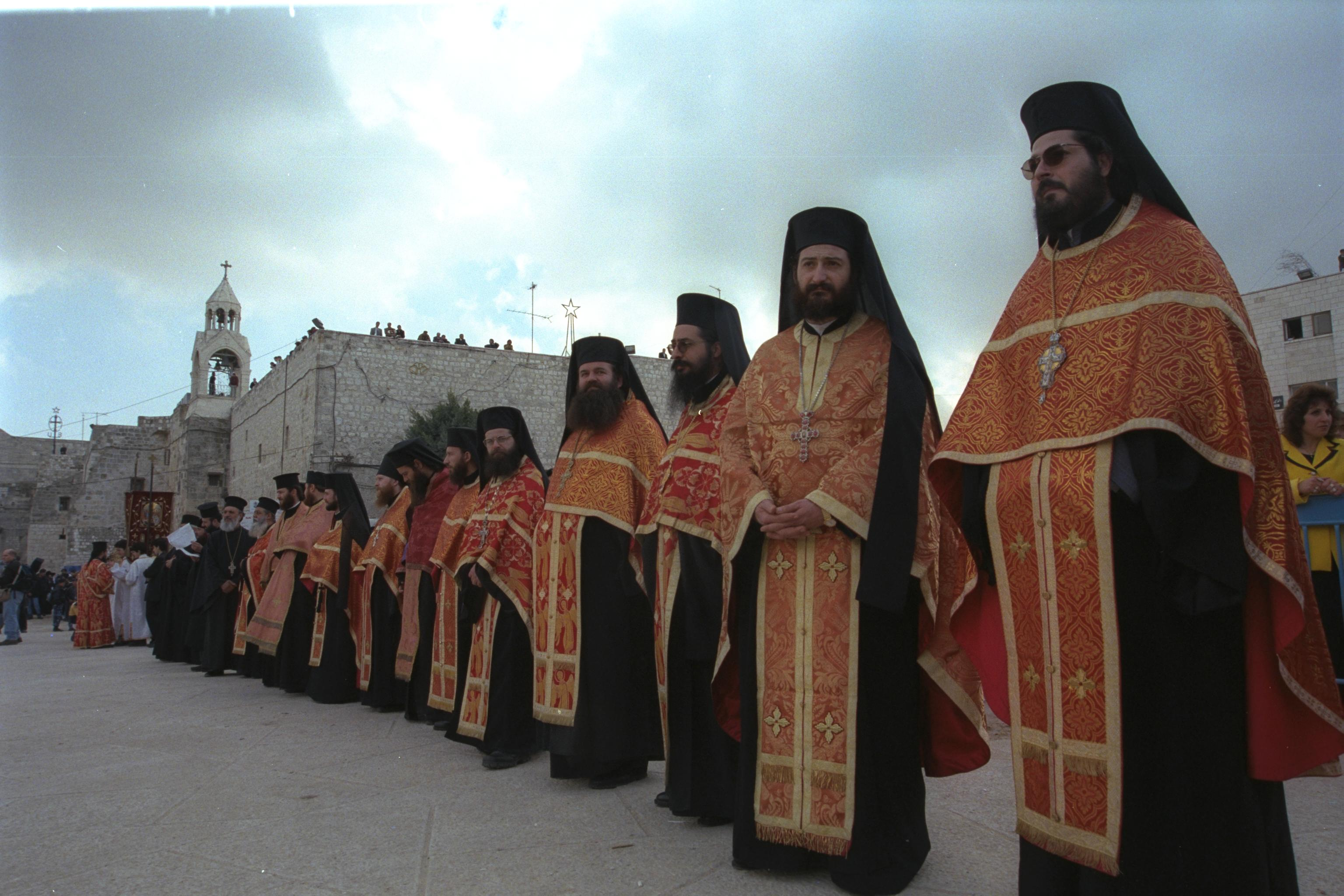
Clérigos ortodoxos griegos durante la celebración de la Navidad en Belén.

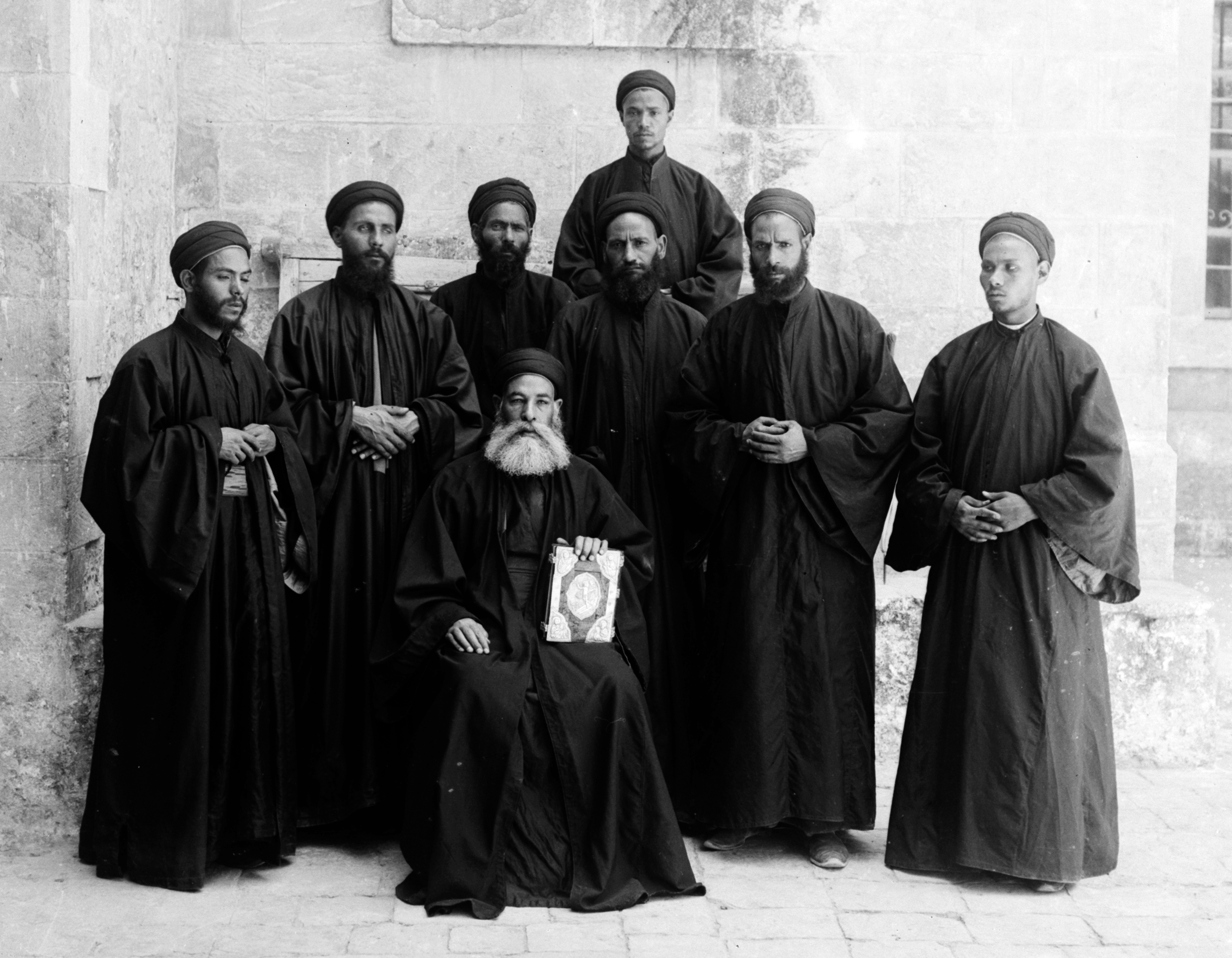
Monjes coptos (c. 1898-1914).

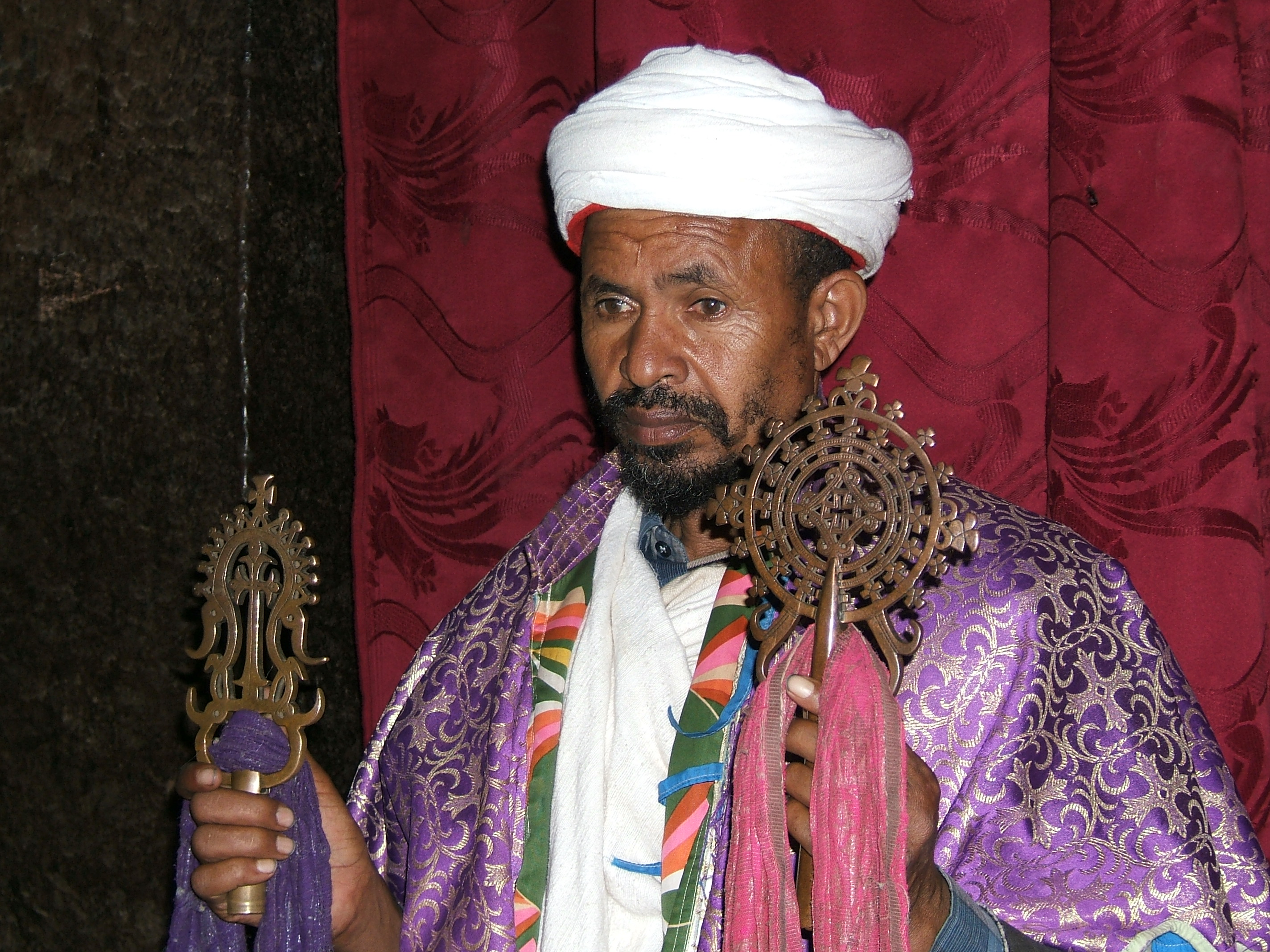
Clérigo de la iglesia ortodoxa etíope.

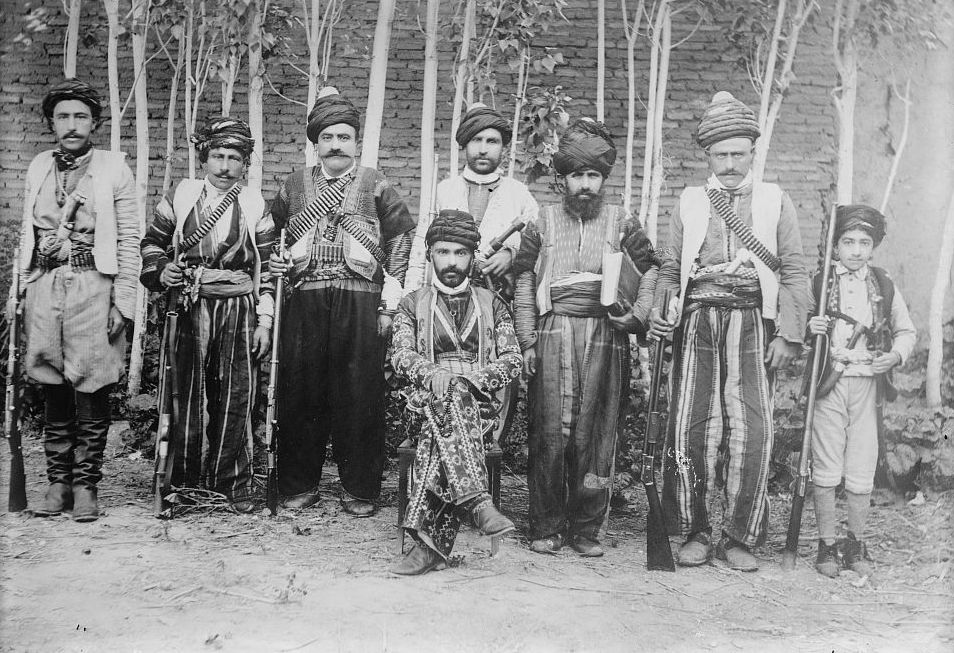
Arzobispo nestoriano junto a su séquito armado (c. 1910-1915).

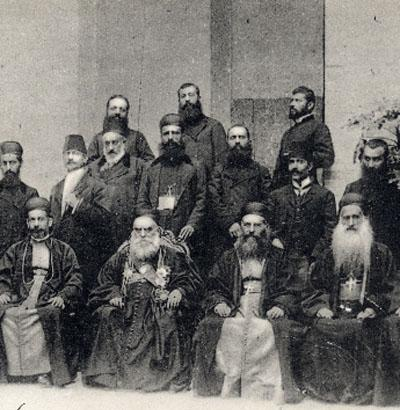
Patriarca y obispos maronitas (c. 1898-1931).

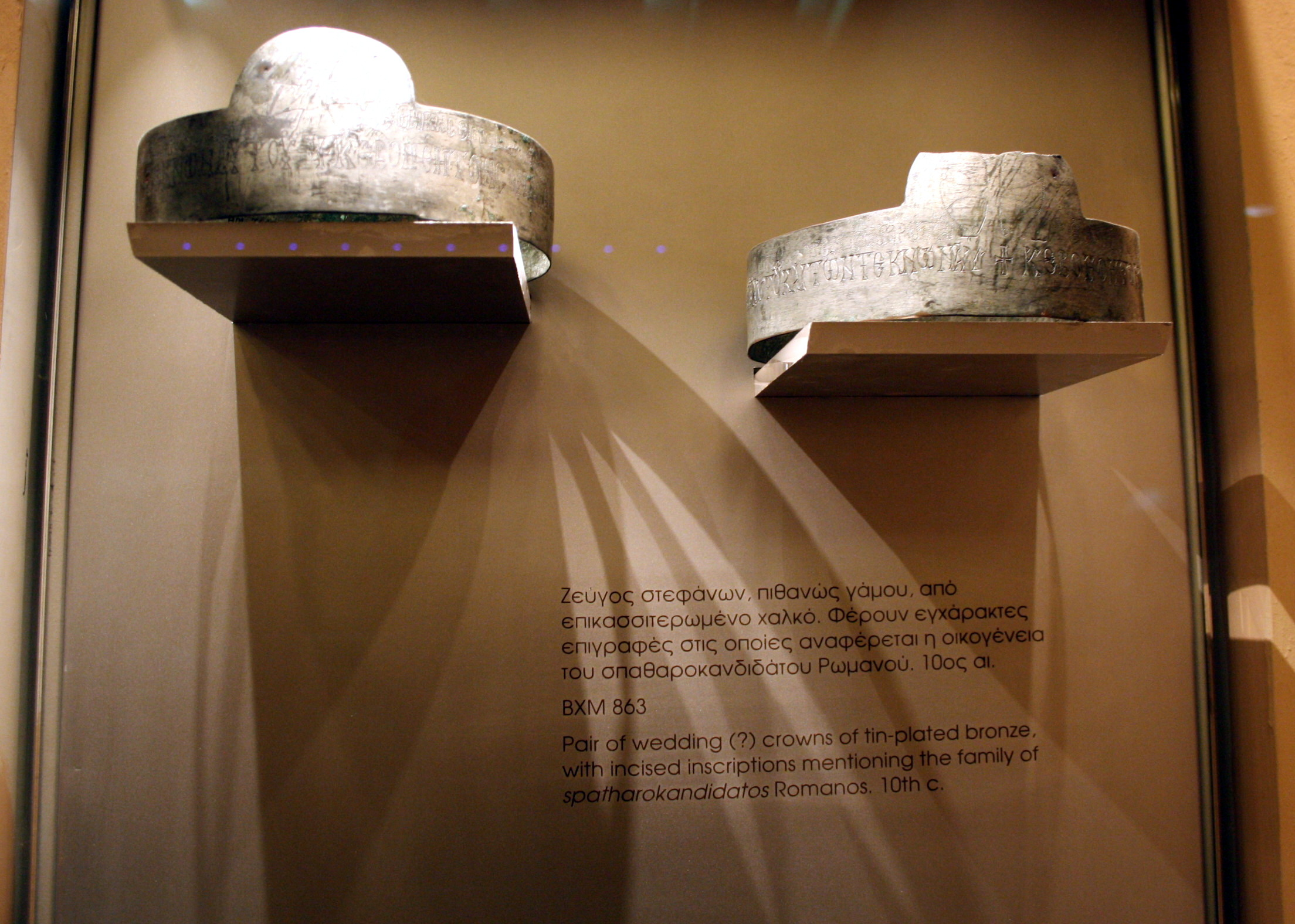
Coronas rituales de boda, Museo bizantino de Atenas,.

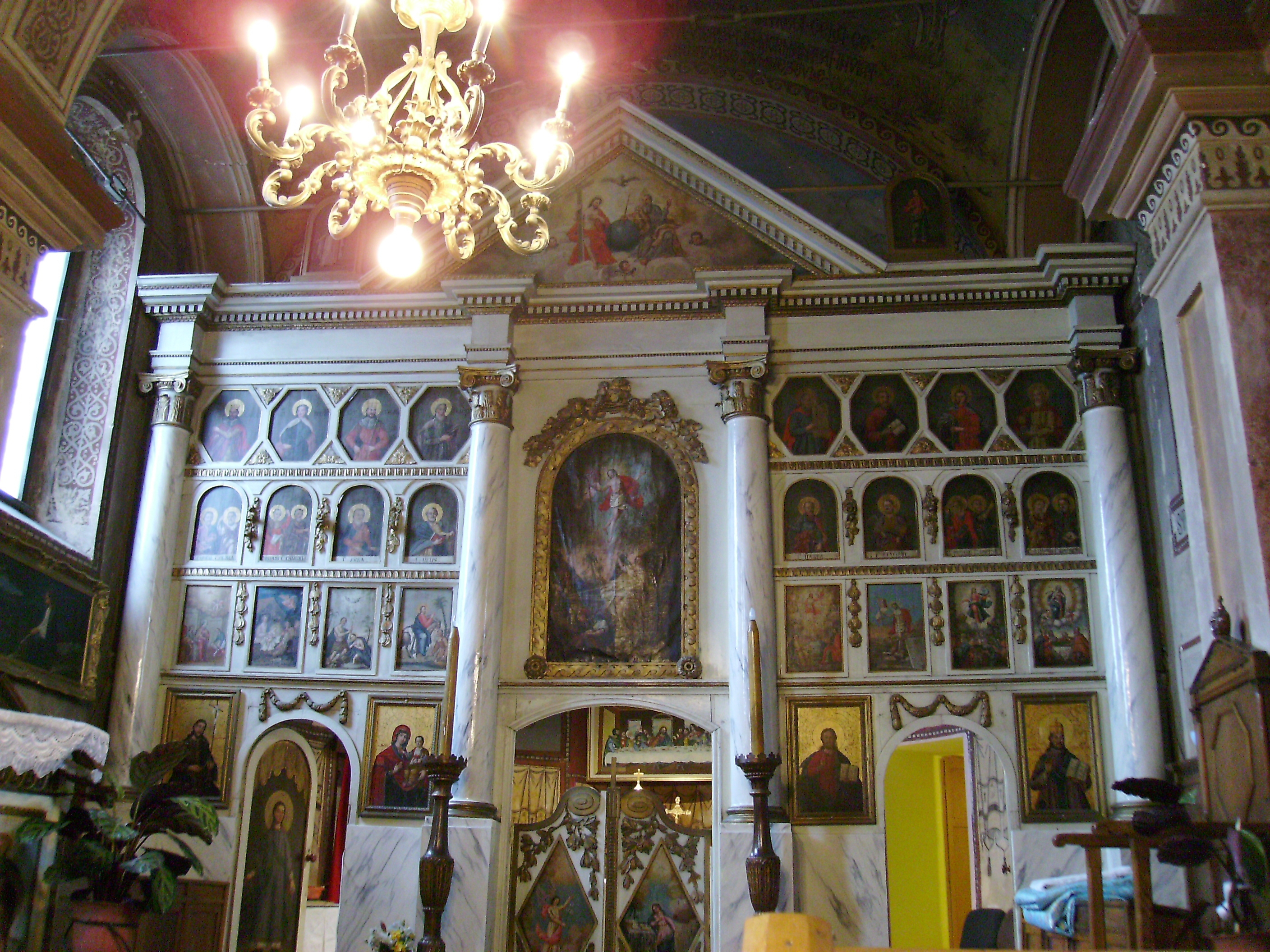
Iconostasio de una iglesia rumana.

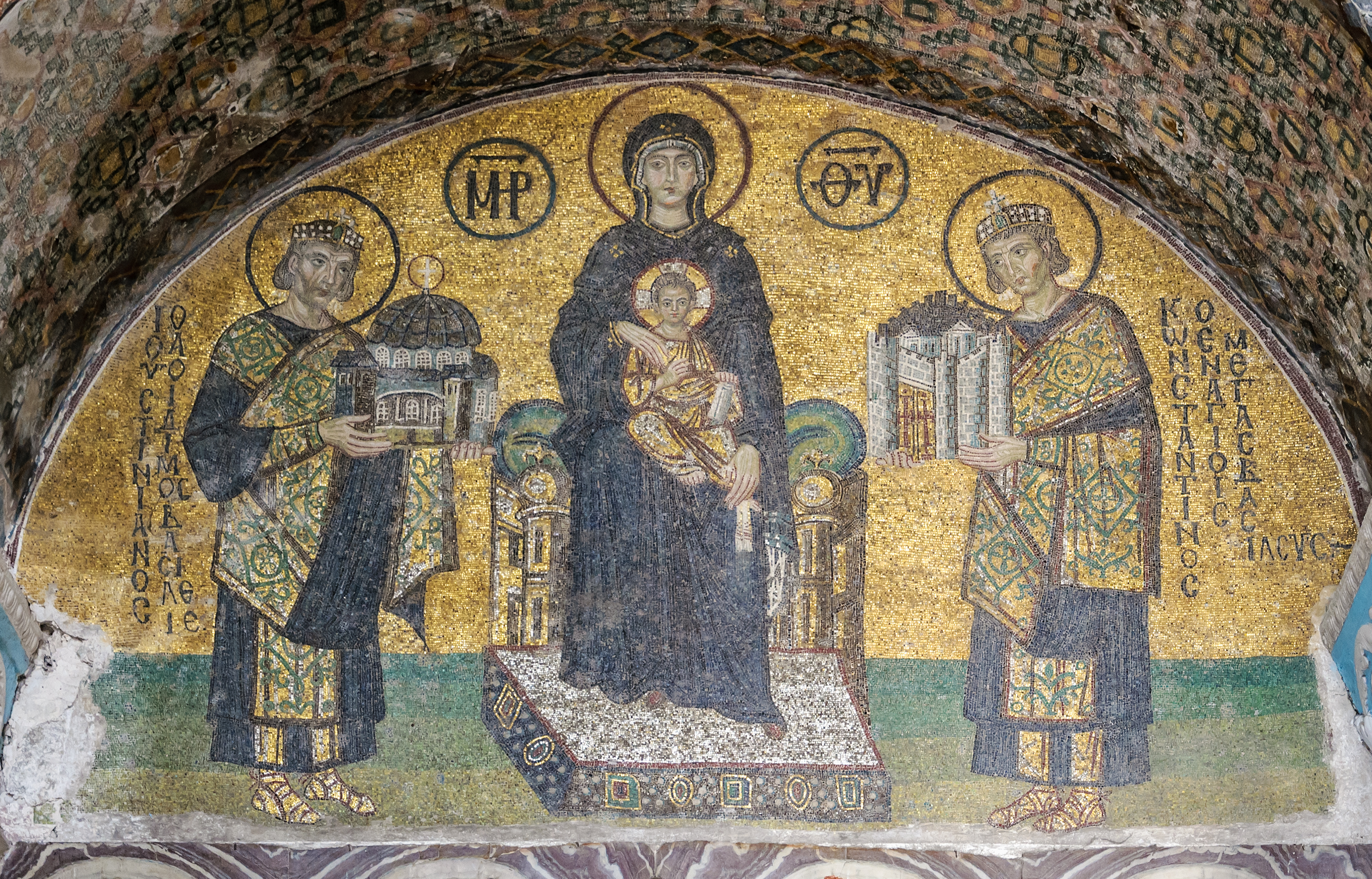
Mosaico de la entrada suroccidental de la basílica de Santa Sofía (Constantino ofrece a la Theotokos una maqueta de la ciudad de Constantinopla y Justiniano una de la basílica —el perfil actual de ese monumento quedó modificado con la adición de los minaretes en la época turca—).

Cristiandad oriental, cristianismo oriental o Iglesias orientales son denominaciones con las que se designa a la parte de la cristiandad, del cristianismo o a las Iglesias (conceptos no estrictamente equivalentes) que se desarrollaron desde el cristianismo primitivo en las regiones del Imperio romano de Oriente o bizantino, en la órbita cultural tardohelenística de lengua griega (también se habla de cristiandad griega), o más al oriente, sur o norte. El término no describe una sola comunión o confesión religiosa. Todas estas expresiones se utilizan habitualmente en oposición a los conceptos de cristiandad latina, cristiandad occidental, cristianismo occidental o Iglesias occidentales.

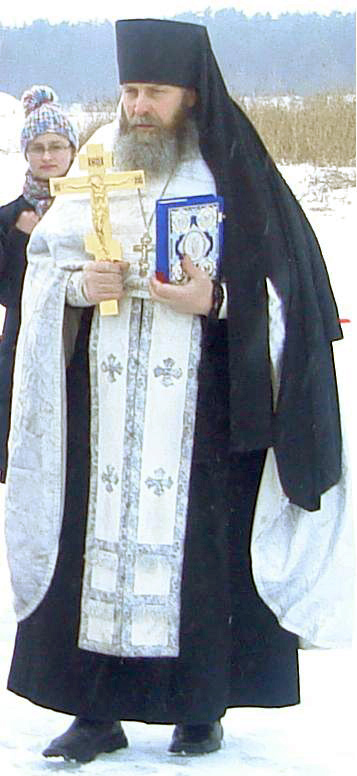
Hieromonje.
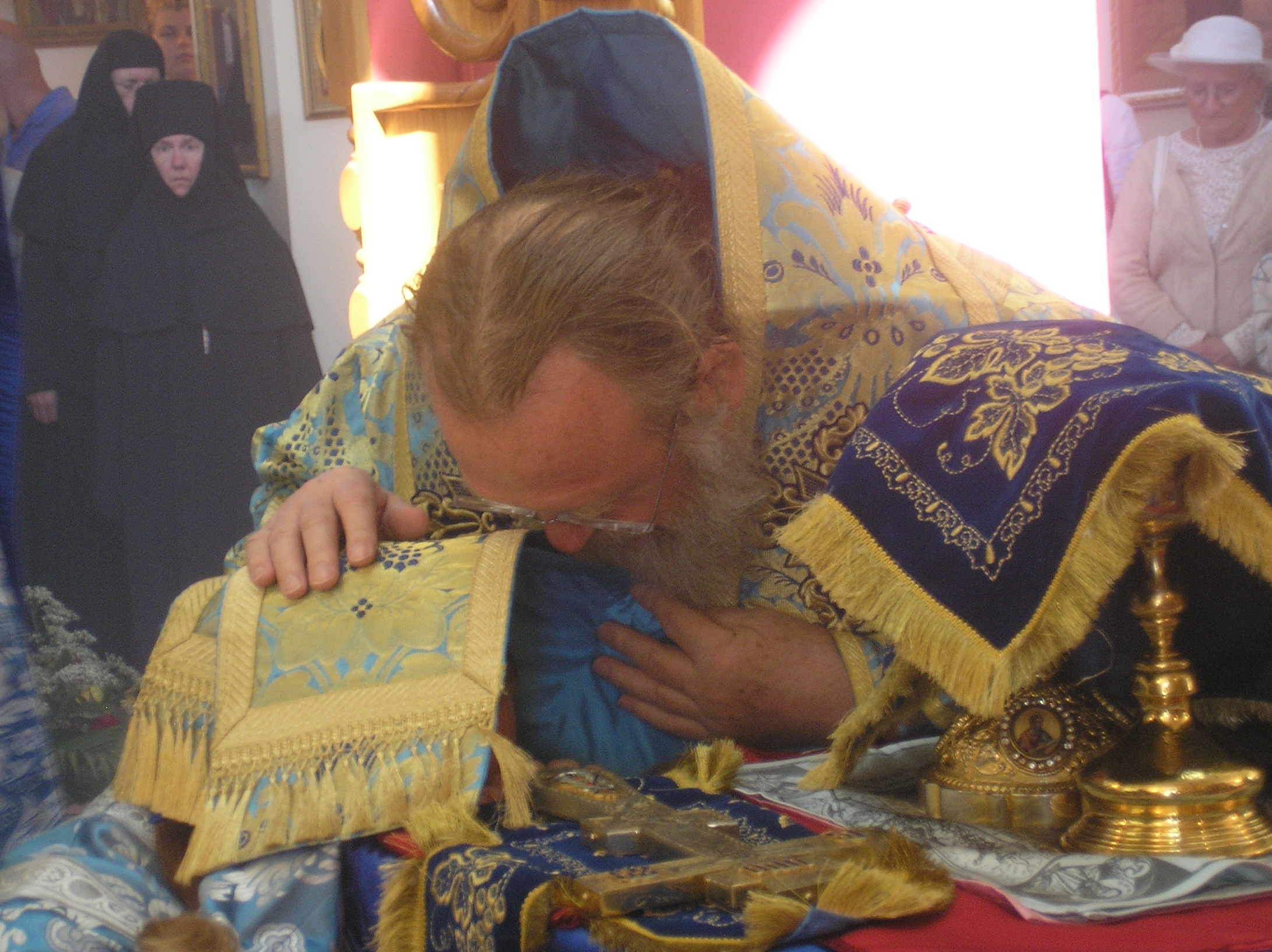
El obispo metropolitano Hilarion realiza la cheirotonia (imposición de manos durante el sacramento del orden), sobre un diácono, en la ceremonia que le convierte en presbítero.
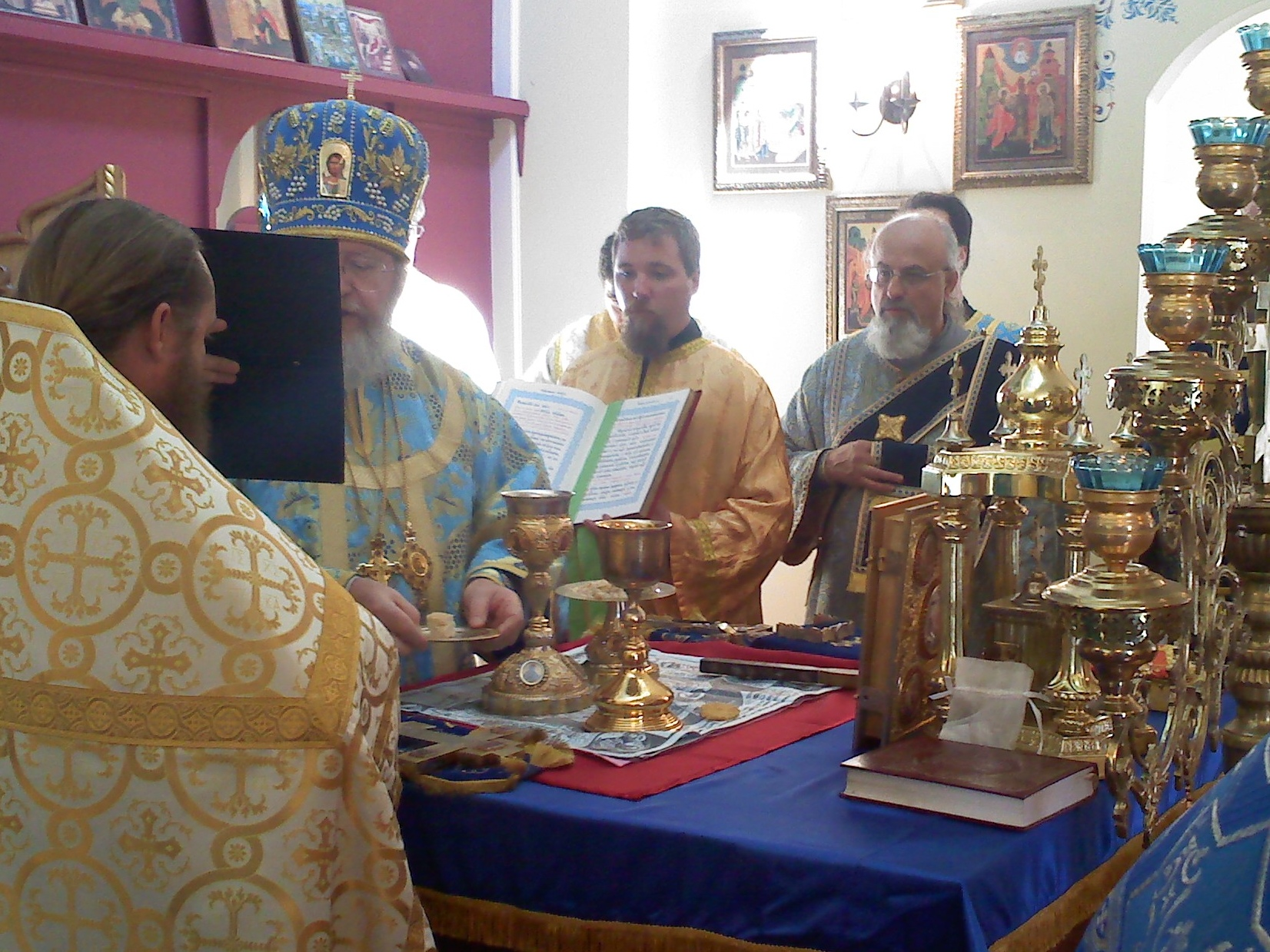
Tras la transmutación de los dones sagrados, el obispo presenta al nuevo sacerdote una porción del "Cordero" (el "Cuerpo de Cristo").
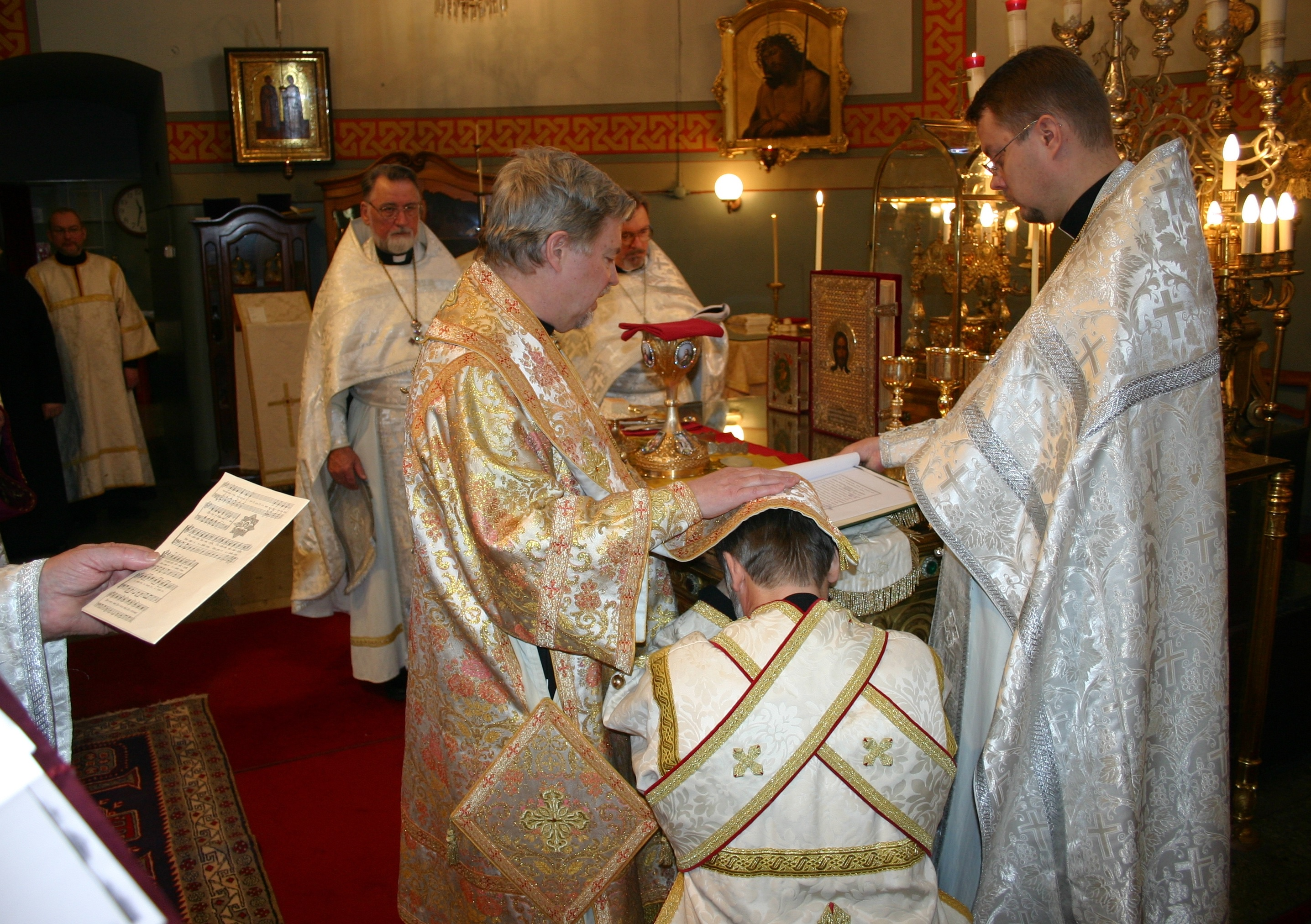
Imposición de manos sobre un subdiácono, en la ceremonia que le convierte en diácono.

Las principales organizaciones cristianas orientales incluyen la Iglesia ortodoxa y las Iglesias ortodoxas orientales, junto con aquellos grupos descendientes de la histórica Iglesia del Oriente (también llamada Iglesia asiria), así como las Iglesias católicas orientales (que están en comunión con Roma al tiempo que mantienen liturgias orientales). A veces se incluyen también las iglesias protestantes orientales. La mayoría de las iglesias orientales normalmente no se refieren a sí mismas como «orientales», con la excepción de la Iglesia asiria del Oriente y su rama, la Antigua Iglesia de Oriente.
Los ortodoxos son la mayor comunidad cristiana oriental, con una población mundial de 220 millones de personas, seguida por los ortodoxos orientales, con 60 millones. Las iglesias católicas orientales están formadas por unos 16-18 millones de personas y son una pequeña minoría dentro de la Iglesia católica. Las iglesias  protestantes orientales no forman una sola comunión, e iglesias como la Iglesia luterana ucraniana o la Iglesia Siria Malankara Mar Thoma tienen menos de un millón de miembros. La Iglesia asiria del Oriente y la Antigua Iglesia del Oriente, iglesias descendientes de la Iglesia de Oriente con base en Asiria, tienen una membresía combinada de aproximadamente 400 000 personas.
Históricamente, el cristianismo oriental se centró en Oriente Medio y sus alrededores, donde se originó el cristianismo. Sin embargo, después de la conquista musulmana del Levante en el siglo VII, el término Iglesia oriental se empezó a utilizar cada vez más para referirse a la Iglesia griega centrada en Constantinopla, en contraste con la Iglesia latina (occidental), centrada en Roma, que utiliza los ritos litúrgicos latinos. Los términos «oriental» y «occidental» en este sentido se originaron con divisiones geográficas en el cristianismo que reflejaban la división cultural entre el Oriente helenístico y el Occidente latino, y la división política del año 395 d. C. entre los imperios romanos occidental y oriental. Desde la Reforma protestante del siglo XVI, el término «cristianismo oriental» puede utilizarse en contraste con «cristianismo occidental», que incluye no solo a la Iglesia latina sino también formas de protestantismo y catolicismo independiente. Algunas iglesias orientales tienen más en común histórica y teológicamente con el cristianismo occidental que entre sí.
Las iglesias orientales (excepto los cuerpos disidentes no litúrgicos) utilizan varios ritos litúrgicos: el rito alejandrino, el rito armenio, el rito bizantino, el rito siríaco oriental (también conocido como rito persa o asirio) y el rito siríaco occidental (también llamado rito antioqueno).
Entre todos los autores de la patrística, la mayor parte de los cuales fueron «orientales», ocho recibieron el título de «doctor de la Iglesia», cuatro «de la Iglesia Occidental» y otros cuatro «de la Iglesia Oriental». Sus rivales teológicos fueron considerados heréticos, como Arrio o Nestorio. La expansión del nestorianismo por Asia oriental fue muy precoz (ver Sūtras de Jesús).

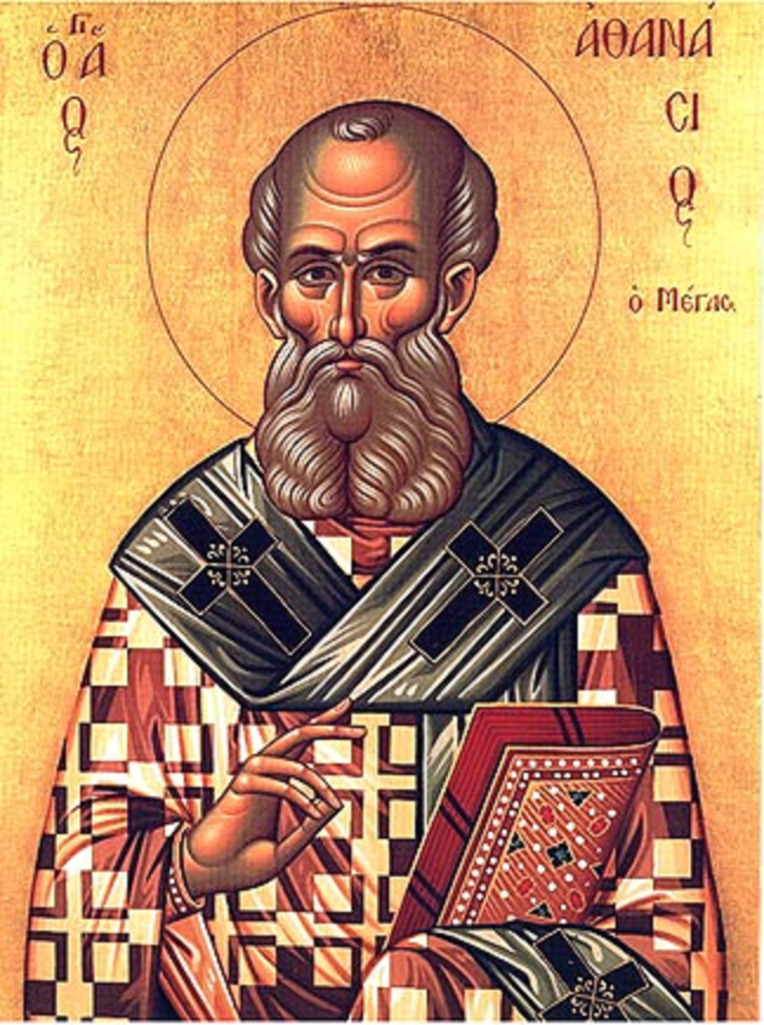
Atanasio de Alejandría.
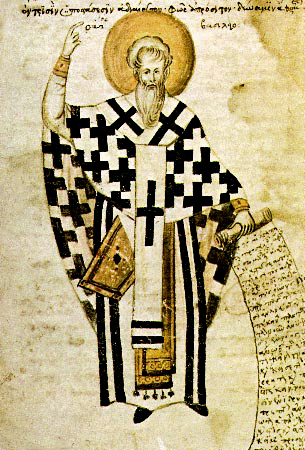
Basilio de Cesarea.
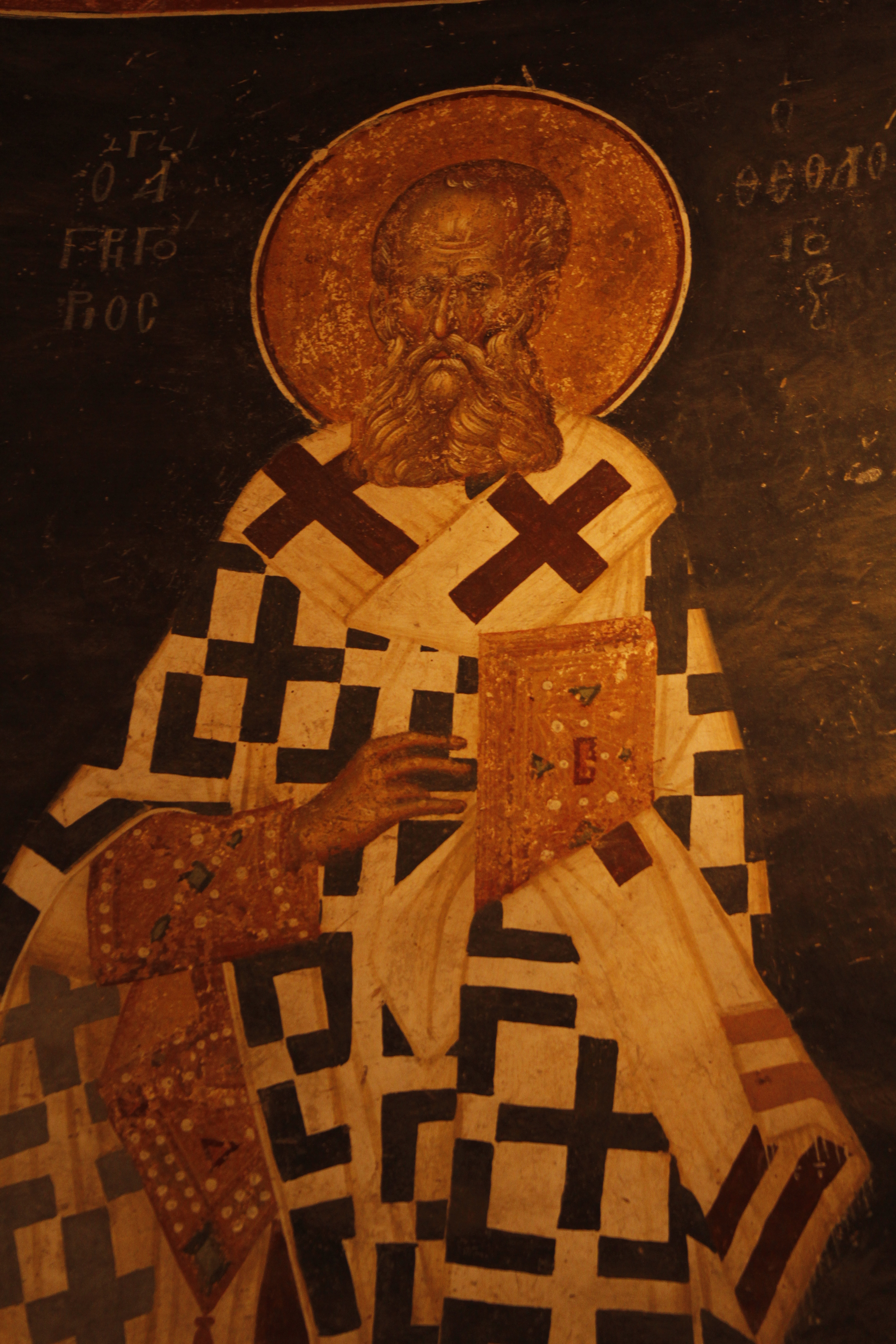
Gregorio Nacianceno.
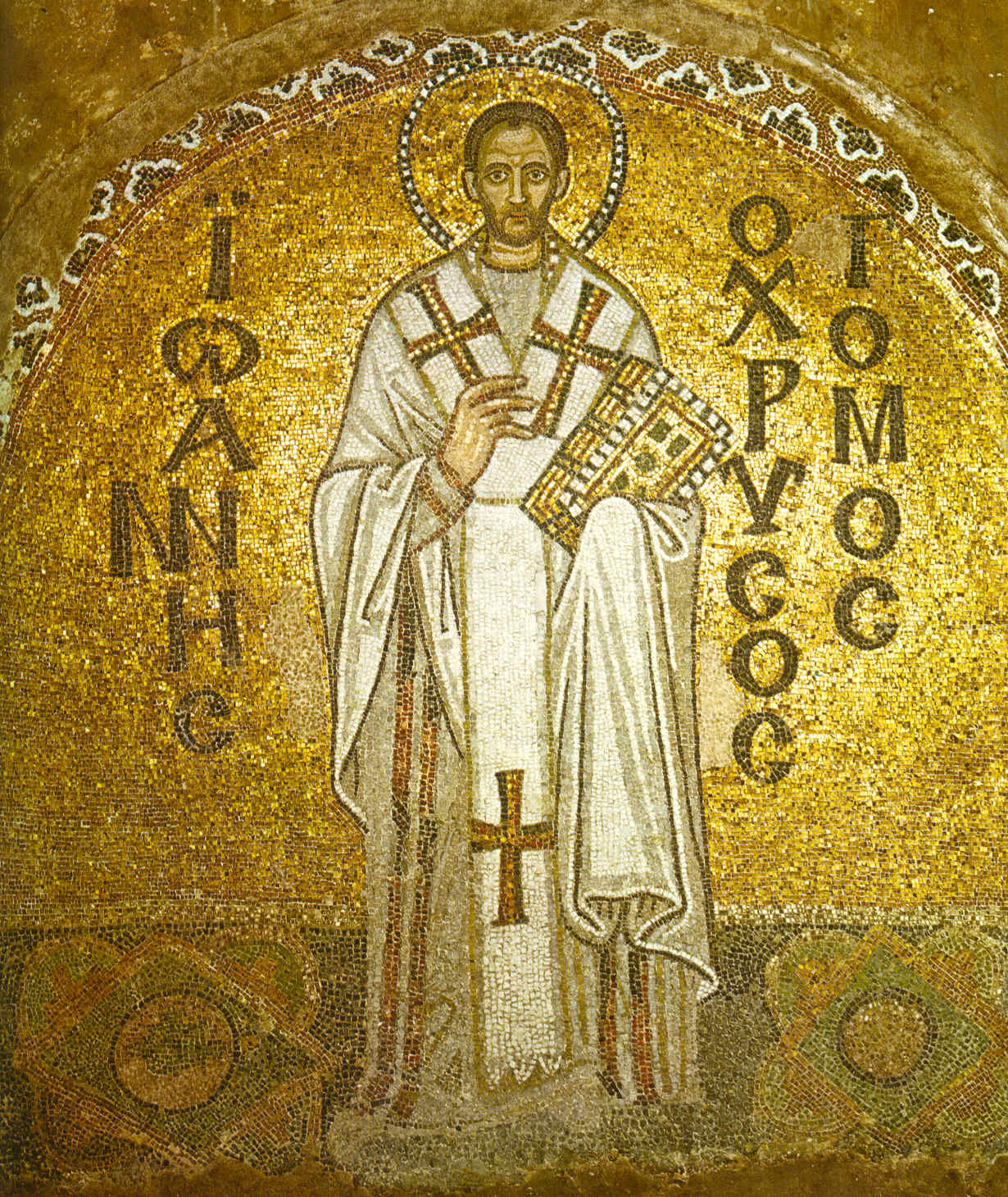
Juan Crisóstomo.

## Desarrollo del cristianismo oriental
El cristianismo como religión fue fundado por Jesucristo (8-2 a. C. a 29-36 d. C.) y sus doce apóstoles. El cristianismo primitivo se extendió desde el Mediterráneo Oriental por todo el Imperio Romano y más allá, llegando tan al este como la India. De hecho muchas iglesias, incluyendo los cinco patriarcados reclaman haber sido fundadas directamente por uno o más de los Apóstoles de Jesús, que se dice que se dispersaron desde Jerusalén en algún momento después de la crucifixión de Jesús (c. 26-36). El cristianismo era un movimiento relativamente clandestino, que había estado en conflicto con el judaísmo y luego también con el Imperio romano pagano (véase Persecución a los cristianos en el Imperio romano). Gran parte del cristianismo primitivo como movimiento clandestino no tenía iglesias abiertas o establecidas, ya que muchos de los primeros cristianos asistían a la sinagoga y a reuniones de oración en sus hogares y otros lugares secretos. «Iglesia» significaba reunión o comunidad más que edificio o estructura. Durante los tiempos de persecuciones y secretismo, algunos tenían iglesias que eran literalmente subterráneas, como en las ciudades subterráneas de Anatolia o las iglesias de las catacumbas de Roma. Muchas iglesias que se establecieron como primeras en autoridad, fueron establecidas por los primeros apóstoles. Esta tradición está fuera del canon de la Biblia, pero está ligada al canon, en el sentido de que cada iglesia usó su respectivo Evangelio que les dio el apóstol fundador de sus comunidades para establecer el cristianismo en sus respectivas regiones. 
La tradición afirma que san Marcos fundó en la pequeña comunidad judeocristiana de Egipto como Patriarca de Alejandría y de la iglesia egipcia y, por lo tanto, por extensión, de las iglesias o comunidades africanas. Asimismo, Santiago, hermano de Jesús (según la tradición oriental, hermanastro de Jesús, ya que José era viudo), es considerado el primer Patriarca de Jerusalén. Pedro es considerado el fundador de la iglesia en Jerusalén junto con Santiago, y primer Patriarca de Antioquía. Mientras que, según la tradición, las iglesias de Grecia y las islas del Mediterráneo fueron fundadas por Pablo y Juan, Pablo y Pedro son considerados por la tradición los fundadores de la iglesia de Roma. Las iglesias de Babilonia y la India fueron fundadas por Tomás y también por Pablo. Las iglesias del sur de Asia, Armenia, Bulgaria, Ucrania, Georgia, los Balcanes y los estados del Bloque del Este y Constantinopla por Andrés. Judas y Bartolomé son considerados los fundadores de la iglesia de Armenia. Mateo fue el santo patrón de Italia, aunque la tradición ortodoxa lo considera martirizado en Etiopía. Hubo otras comunidades establecidas por cristianos que no fueron los apóstoles originales. Algunas fueron fundadas por los Setenta Discípulos de los Apóstoles (p. ej., Tadeo de Edesa y Ananías de Damasco). También fueron importantes los Siete Diáconos. 
Con el tiempo se llegó a la idea de la pentarquía, la idea de la autoridad universal sobre la cristiandad por parte de los obispos de cinco sedes episcopales del Imperio romano, llamados patriarcas y que tenían poderes eclesiásticos superiores a los de los obispos metropolitanos: Roma, Constantinopla, Alejandría, Antioquía y Jerusalén.Las luchas entre estas sedes, y en particular la rivalidad entre Roma (que se consideraba preeminente sobre toda la Iglesia) y Constantinopla (que llegó a dominar las demás sedes orientales y que se consideraba igual a Roma, siendo Roma «la primera entre iguales»), impidieron que la pentarquía se convirtiera en una realidad administrativa funcional. Las conquistas islámicas de Alejandría, Jerusalén y Antioquía en el siglo VII dejaron a Constantinopla como la única autoridad práctica en Oriente.
El cristianismo oriental ha desarrollado gran cantidad de estructuras y manifestaciones. Durante la Edad Media, Bizancio no pudo imponer la unidad religiosa ni uniformizar las manifestaciones religiosas de su ámbito cultural de forma tan clara como pudo hacerlo el papa en el suyo. Ello se debió a varios factores: primero, la pluralidad de sedes patriarcales en Oriente (Constantinopla era solamente una entre las demás —Antioquía, Alejandría y Jerusalén—), mientras que Roma (la sede apostólica de Pedro y Pablo), además de pretender la primacía sobre todas, era la única de Occidente; segundo, la mayor antigüedad de algunas de las comunidades cristianas orientales, que se remontaba en muchos casos a los orígenes del cristianismo; tercero, el particularismo propio de las culturas antiguas (mesopotámica, persa, egipcia), orgullosas de sus lenguas y tradiciones; cuarto, la mayor gravitación del poder político del emperador bizantino sobre la Iglesia bizantina (cesaropapismo, iconoclasia) que la que tuvo el emperador del Sacro Imperio Romano Germánico sobre el papado (poderes universales, dominium mundi, querella de las investiduras); y, para terminar, la expansión del Islam, que desde el siglo VII se impuso en el Próximo Oriente y el norte de África, etc.
El monacato surgió en Oriente (Macario el Viejo, Antonio Abad, Pablo de Tebas, Pacomio, María Egipcíaca, Simón el Estilita, David el Dendrita) y con el tiempo llegó a alcanzar un peso social e incluso político importantísimo, constituyéndose verdaderos Estados monásticos (Monte Athos).
La evangelización de la mayor parte de los pueblos eslavos, que se asentaron en Europa Oriental, se produjo desde Constantinopla a partir de la misión de Cirilo y Metodio (desde 862), trascendental no solo para la extensión del cristianismo, sino para la estandarización de sus lenguas y culturas (alfabeto cirílico, eslavo eclesiástico).

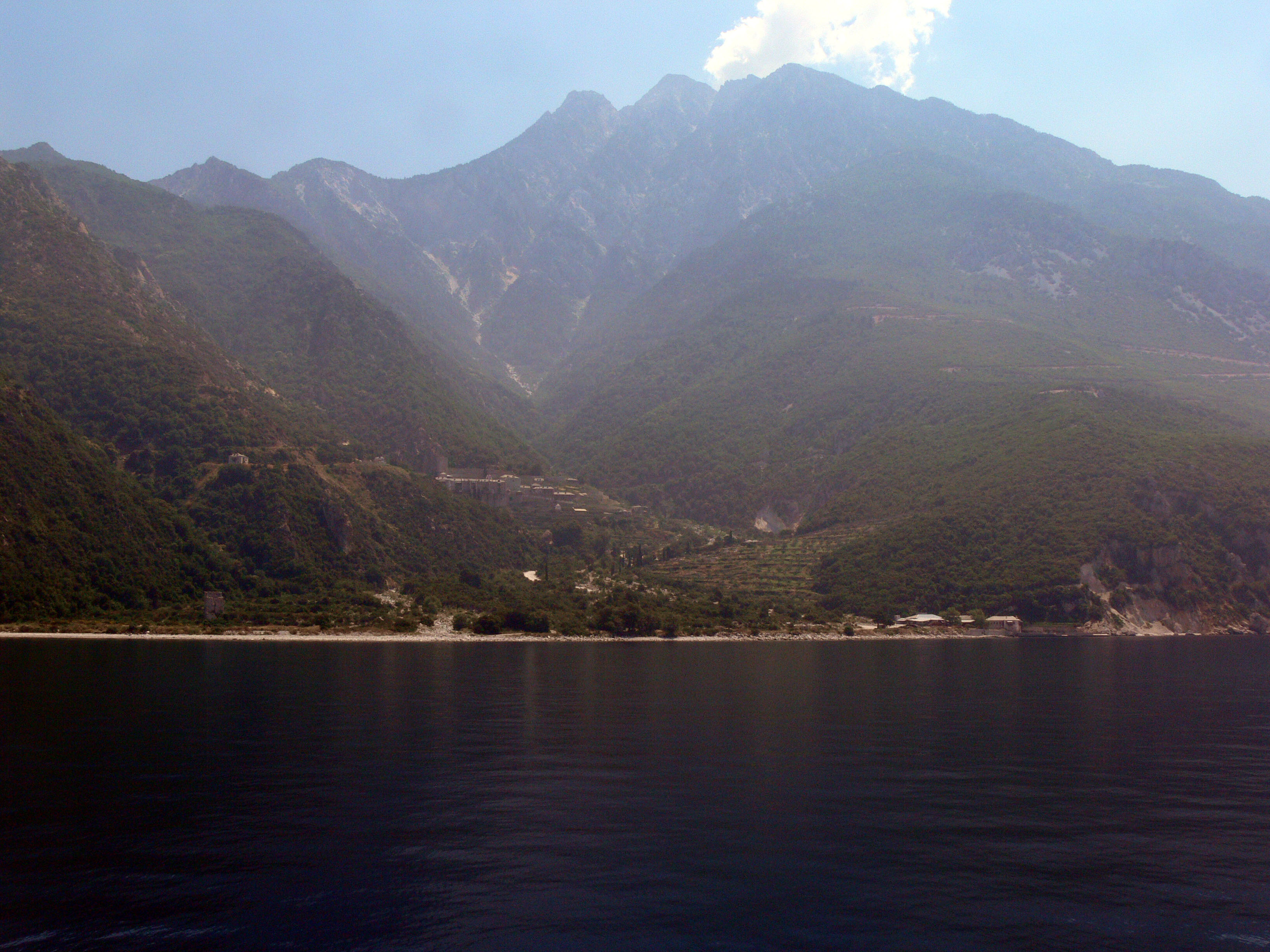
Monte Athos.
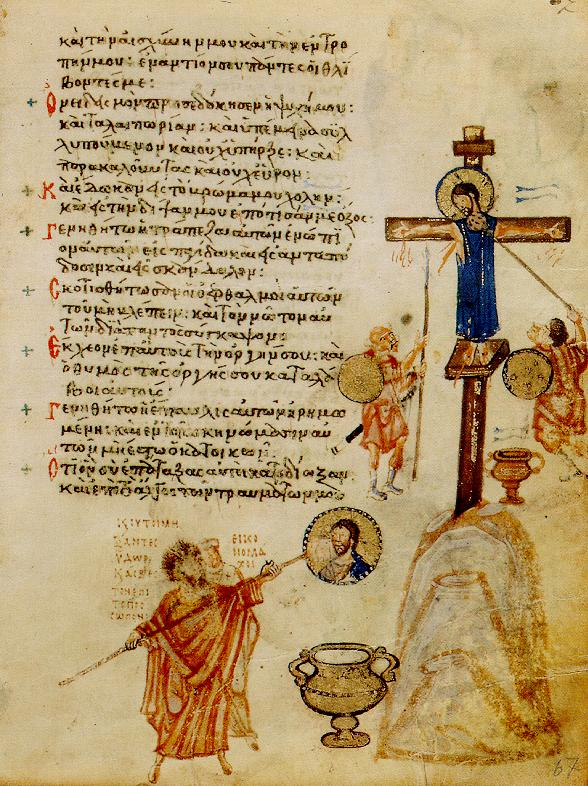
Salterio Jlúdov, que compara el gesto del patriarca Juan VII "el gramático" (borrando un icono) con las agresiones a Cristo en la cruz.
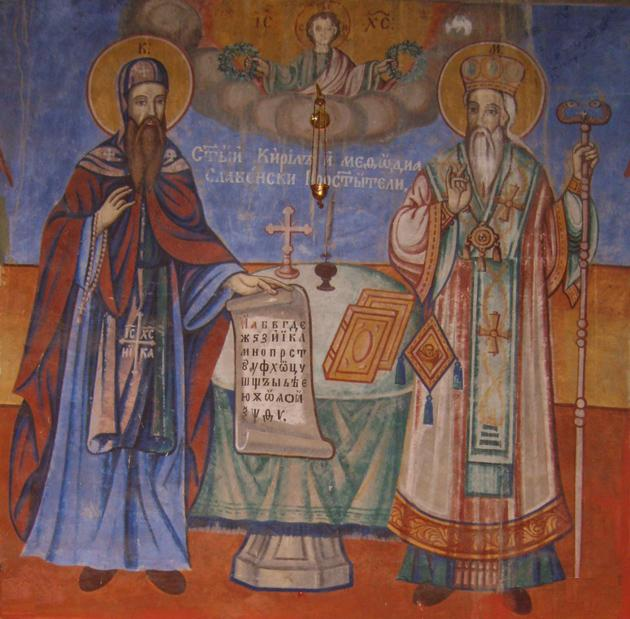
Cirilo y Metodio.
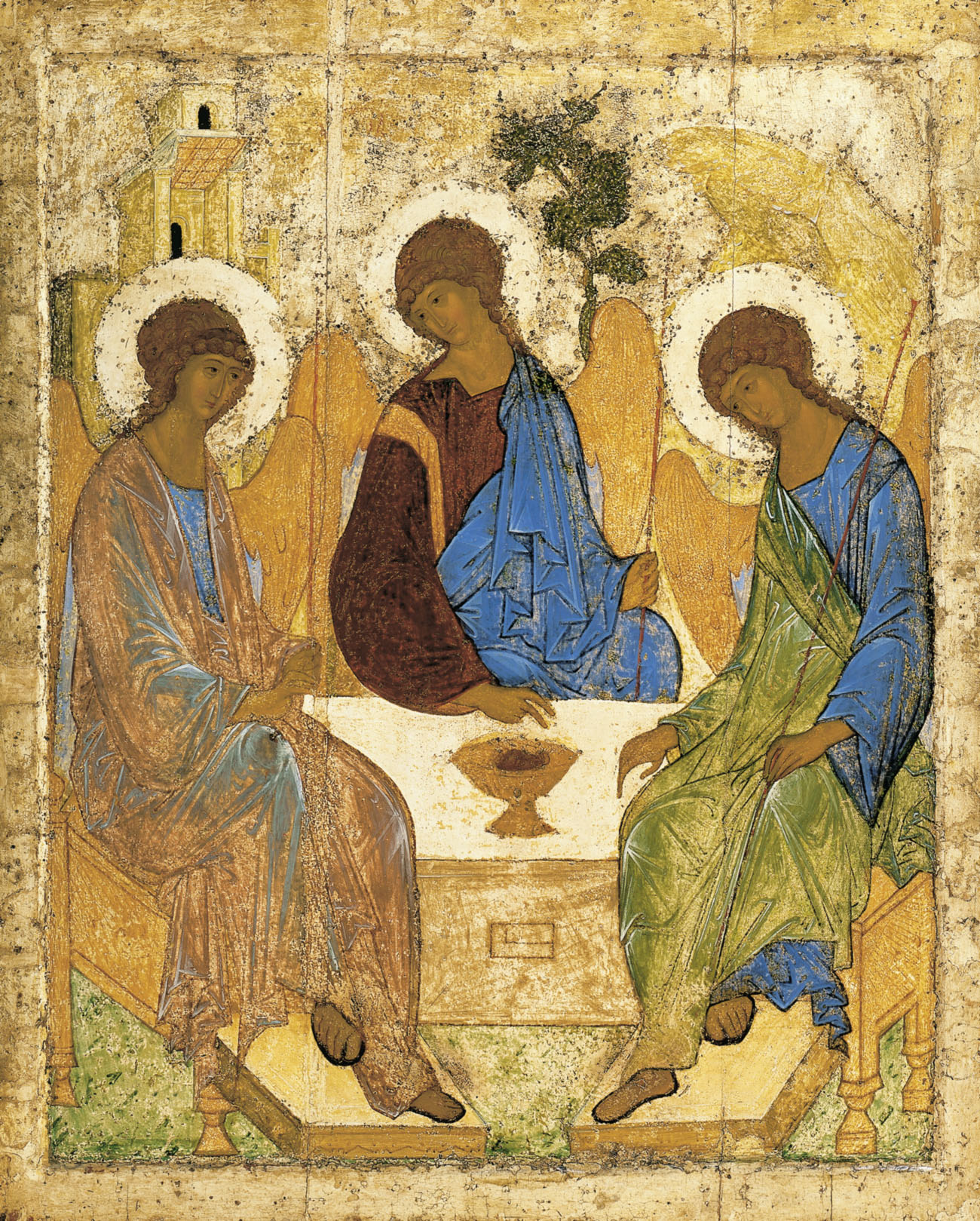
El icono Tróitsa o La Trinidad,[11] de Andréi Rubliov.
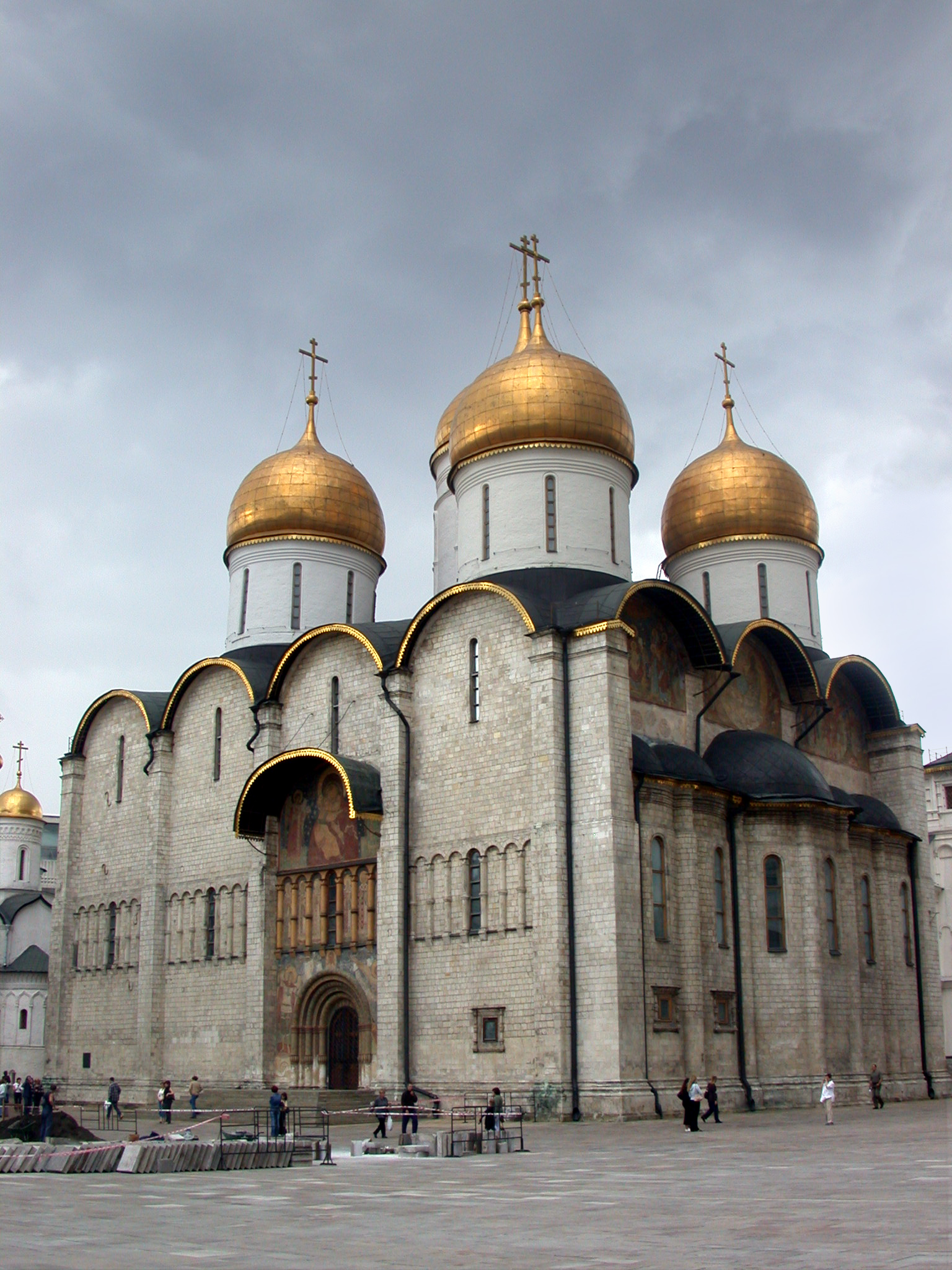
Catedral de la Dormición o la Asunción (Moscú).

## Separación de Occidente
La separación formal entre Oriente y Occidente se produjo en diferentes periodos. Las primeras grandes rupturas fueron consecuencia de las disputas cristológicas del siglo V, con el surgimiento de las doctrinas opuestas del difisismo (cuyos adeptos en la Iglesia del Oriente originaron el llamado cisma nestoriano) y el miafisismo (cuyos adeptos en Egipto, Siria y Armenia originaron el cisma de las Iglesias ortodoxas orientales), el consiguiente cisma acaciano (originado por la promulgación del Henotikon por el emperador Zenón, un edicto de unión con los miafisistas redactado por el patriarca Acacio de Constantinopla y que no fue aceptado por la Iglesia de Roma), el Cisma de los Tres Capítulos varios años después y finalmente las controversias relativas a la doctrina del monotelismo en el siglo VII. Más tarde, durante la Edad Media, se produjo el llamado cisma de Focio entre 858 y 867; y en el 1054 se produjo la ruptura definitiva entre Roma y Constantinopla, tras el llamado cisma de Oriente (durante el patriarcado de Miguel Cerulario).
Hubo un intento que no prosperó por restaurar la unidad en el Segundo Concilio de Lyon (1274). Luego, se dio un intento más de unión durante el concilio de Basilea-Ferrara-Florencia (1431-1445) —en los años finales del Imperio Bizantino, previos a la toma de Constantinopla por los turcos (1453)—, al que acudió Juan VIII Paleólogo con el filósofo Pletón (de gran influencia en el humanismo renacentista occidental), el patriarca José II, 23 obispos metropolitanos e innumerables clérigos; entre ellos Basilio Besarión e Isidoro de Kiev (que fue rechazado por los obispos rusos y ucranianos a su vuelta) se destacaron por su defensa de la unificación y terminaron su vida en Italia. El único obispo en negarse a reconocer la autoridad papal fue Marcos de Éfeso (tanto él como Focio son considerados santos por la Iglesia ortodoxa).

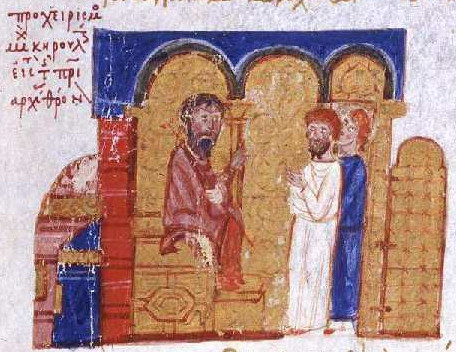
Miguel Cerulario (sentado en su cátedra), en una ilustración de la Σύνοψις ἱστοριῶν (Synopsis historion) de Juan Skylitzes.
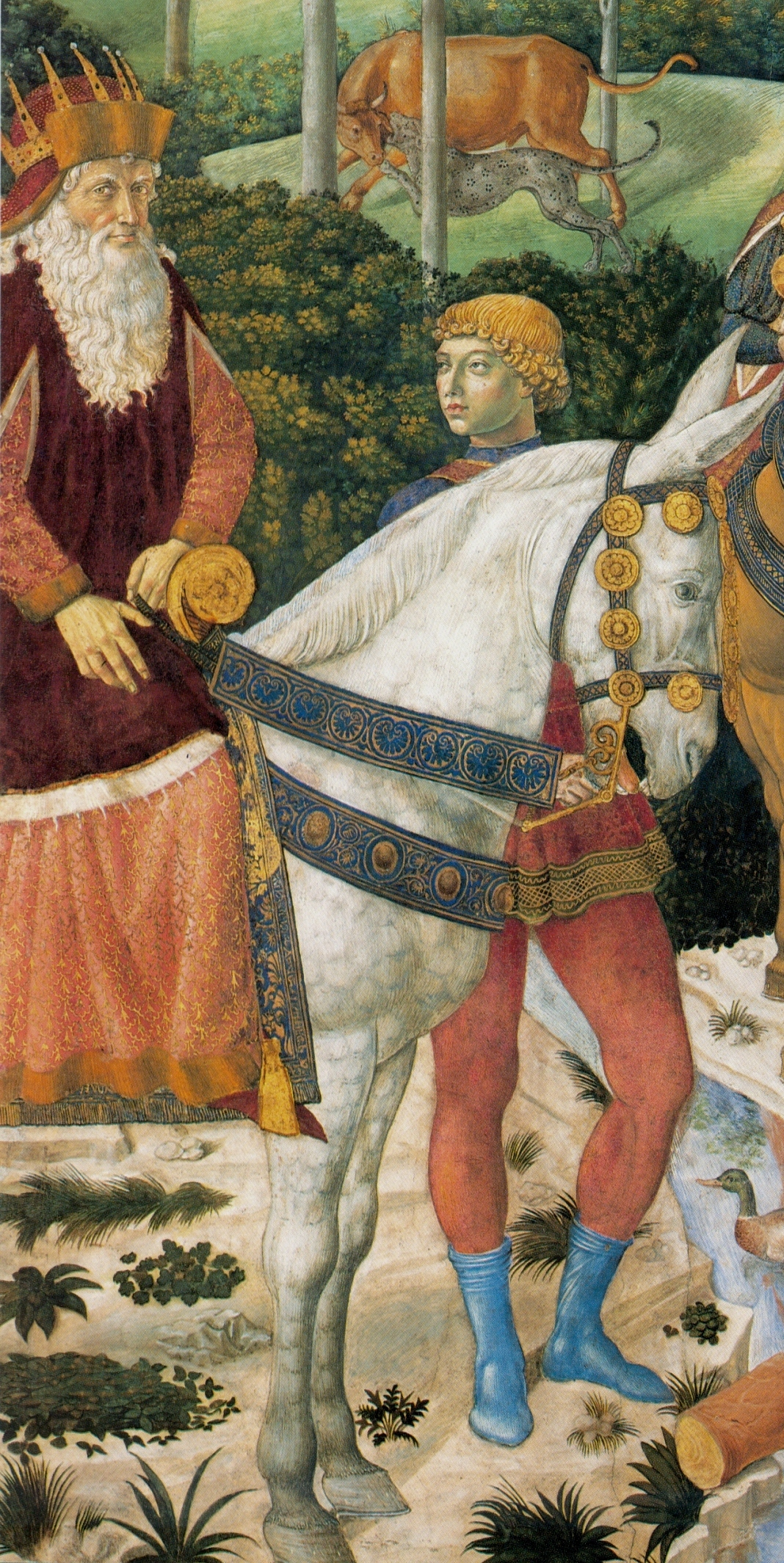
El patriarca José II de Constantinopla como rey mago en el fresco de Benozzo Gozzoli.
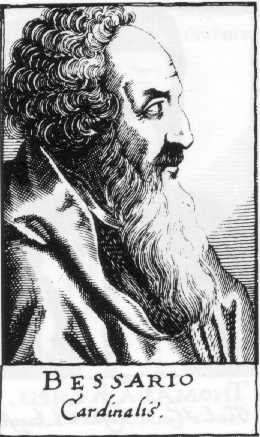
Basilio Besarión.
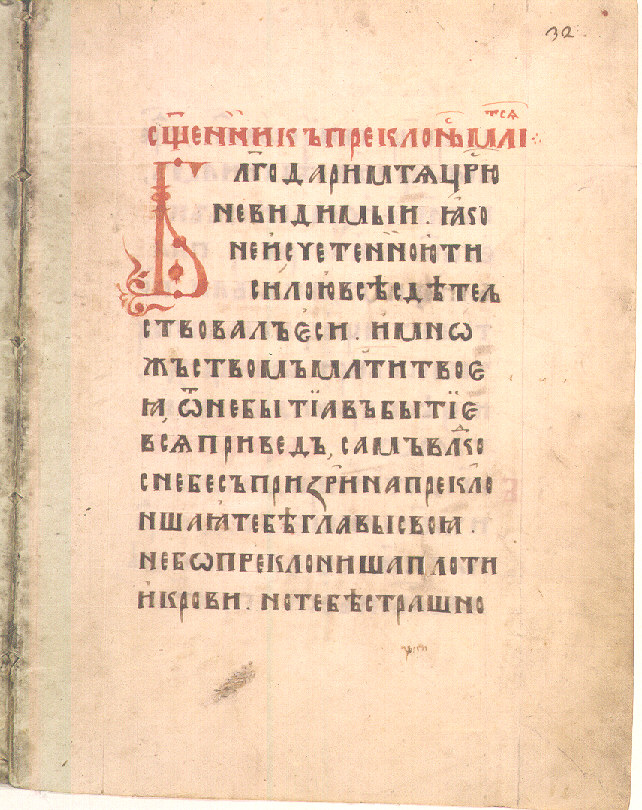
Sluzhébnik (libro litúrgico) de Isidoro de Kiev.
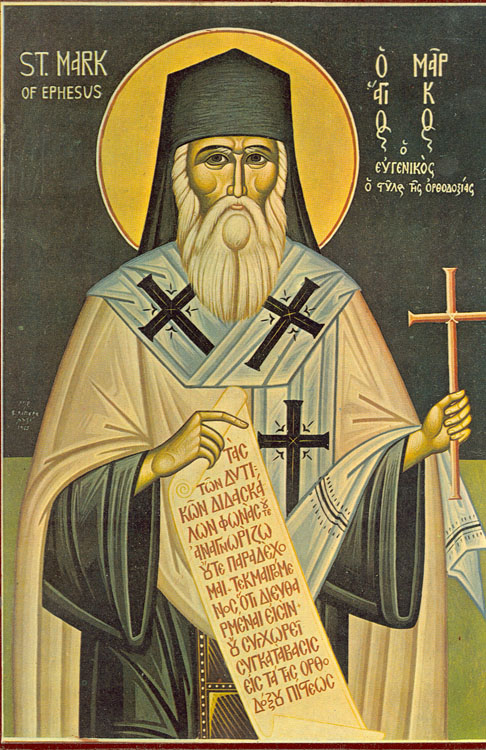
Marcos de Éfeso.

## Las diferentes Iglesias orientales
Las Iglesias orientales que no están en plena comunión con Roma son "autocéfalas" (tienen su "propia cabeza"), y sus máximos dirigentes llevan el título de patriarca o de catholicos. Buena parte de las Iglesias orientales, las Iglesias ortodoxas bizantinas, están en plena comunión con el Patriarcado Ecuménico de Constantinopla. Otras cuya separación de Roma y de Constantinopla se produjo en 451 se suelen denominar Iglesias ortodoxas orientales. La separación de la Iglesia del Oriente se produjo 20 años antes, en 431.
La mayoría de la Iglesias católicas orientales, después de ser miembros de los grupos anteriores, se unificaron en algún momento de su historia con la Iglesia católica. Otras, por ejemplo la Iglesia maronita, aseguran nunca haber quedado fuera de la comunión plena con Roma. Todas estas reconocen el primado del papa y la totalidad de la fe católica, mas mantienen sus propias tradiciones rituales y organizativas, algunas muy marcadas: por ejemplo, algunas requieren el celibato solo para los obispos, mas no para los presbíteros y los diáconos.
Es significativa la división de las Iglesias en función de los concilios ecuménicos que aceptan; puesto que el primero que no acepten marca el momento a partir del cual se diferencian. La Iglesia asiria del Oriente acepta solo los dos primeros, el Primer Concilio de Nicea (325) y el Primer Concilio de Constantinopla (381); las Iglesias ortodoxas orientales solo los tres primeros; las Iglesias ortodoxas bizantinas los siete primeros; las Iglesias católicas orientales aceptan 21. De acuerdo con lo anterior, todas las Iglesias orientales tienen en común el símbolo de fe de los concilios de Nicea y Constantinopla.

Πιστεύομεν εἰς ἕνα Θεόν [...] Φῶς ἐκ Φωτός, Θεὸν ἀληθινὸν ἐκ Θεοῦ ἀληθινοῦ [...] Καὶ εἰς τὸ Πνεῦμα τὸ Ἅγιον, τὸ Κύριον, τὸ Ζωοποιόν, τὸ ἐκ τοῦ Πατρὸς ἐκπορευόμενον [...] εἰς μίαν, ἁγίαν, καθολικὴν καὶ ἀποστολικὴν ἐκκλησίαν...

Credo in unum Deum [...] Deum de Deo, Lumen de Lumine, Deum verum de Deo vero [...] Et in Spiritum Sanctum, Dominum et vivificantem, qui ex Patre Filioque procedit [...] Et unam sanctam catholicam et apostolicam Ecclesiam...

Creo [El texto original tiene el plural: "Creemos"] en un solo Dios [ἕνα/unum no es el artículo indefinido: no se cree en un Dios, sino en un Dios único] [...] Dios de Dios, Luz de Luz, Dios verdadero de Dios verdadero [Deum de Deo —"Dios de Dios"— falta en el Símbolo del 381, mas se encuentra en el Símbolo Niceno original (325) y se añade en la versión latina] [...] Y en el Espíritu Santo, Señor y vivificante [La traducción habitual es "dador de vida"] que procede del Padre y del Hijo [Filioque —"y del Hijo"— se añade en la versión latina, pero no en la versión griega usada igualmente por católicos y ortodoxos] [...] Y en una santa católica y apostólica Iglesia ["católica" significa "universal", y cuando fue compuesto el Símbolo, todas las Iglesias orientales (no únicamente las bizantinas) y la latina se consideraban partes de la Iglesia católica]...
Credo o Símbolo niceno-constantinopolitano (versión griega original, versión latina y traducción literal al castellano, con las mayúsculas de la latina).

La celebración de concilios posteriores a los concilios ecuménicos aceptados por las Iglesias asiria, ortodoxas orientales y ortodoxas bizantinas (respectivamente dos, tres y siete) no ha sido característica de ellas. En las iglesias eslavas se celebran los sobor, similares a los sínodos occidentales, denominados también concilios. Con el nombre de Santo Sínodo se conoce el cuerpo eclesiástico que elige a los patriarcas y arzobispos de las Iglesias orientales. El Santo Sínodo Gobernante gobernó colegiadamente la Iglesia rusa entre 1721 y 1918, bajo la autoridad del zar.
La jurisdicción episcopal de las Iglesias ortodoxas sobre distintos territorios de Asia y el Pacífico se superpone: en Filipinas hay un exarcado de Filipinas dependiente del metropolitanado de Hong Kong y Sureste de Asia y una misión cristiana ortodoxa de Antioquía en Filipinas bajo la archidiócesis de Australia, Nueva Zelanda y Filipinas.

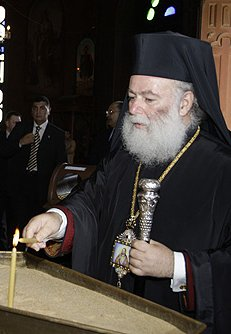
Patriarca Teodoro II de Alejandría (ortodoxo griego). Hay otros tres patriarcas de Alejandría: el copto ortodoxo y los dos en comunión con Roma (católico copto y melquita), además de un título extinto (el Patriarcado Latino de Alejandría).
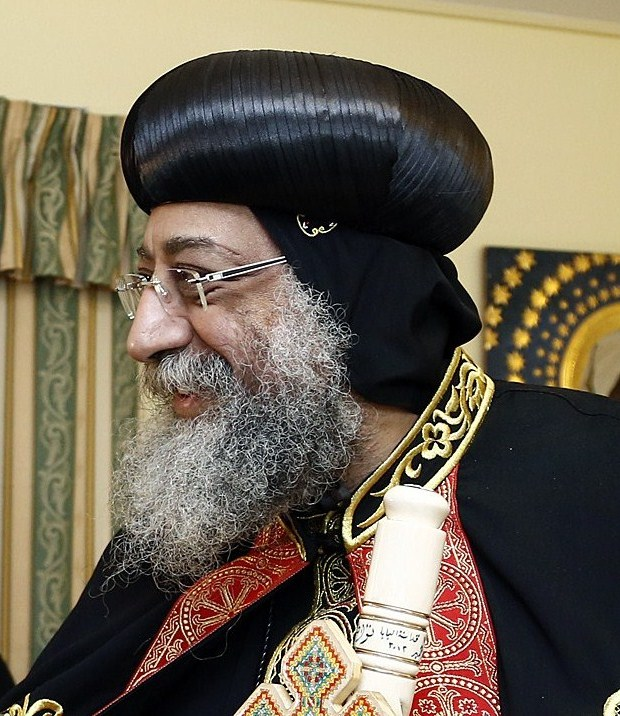
Papa (Patriarca) Teodoro II de Alejandría (copto ortodoxo). Hay otros tres patriarcas de Alejandría: el ortodoxo griego y los dos en comunión con Roma (católico copto y melquita), además de un título extinto (el Patriarcado Latino de Alejandría).
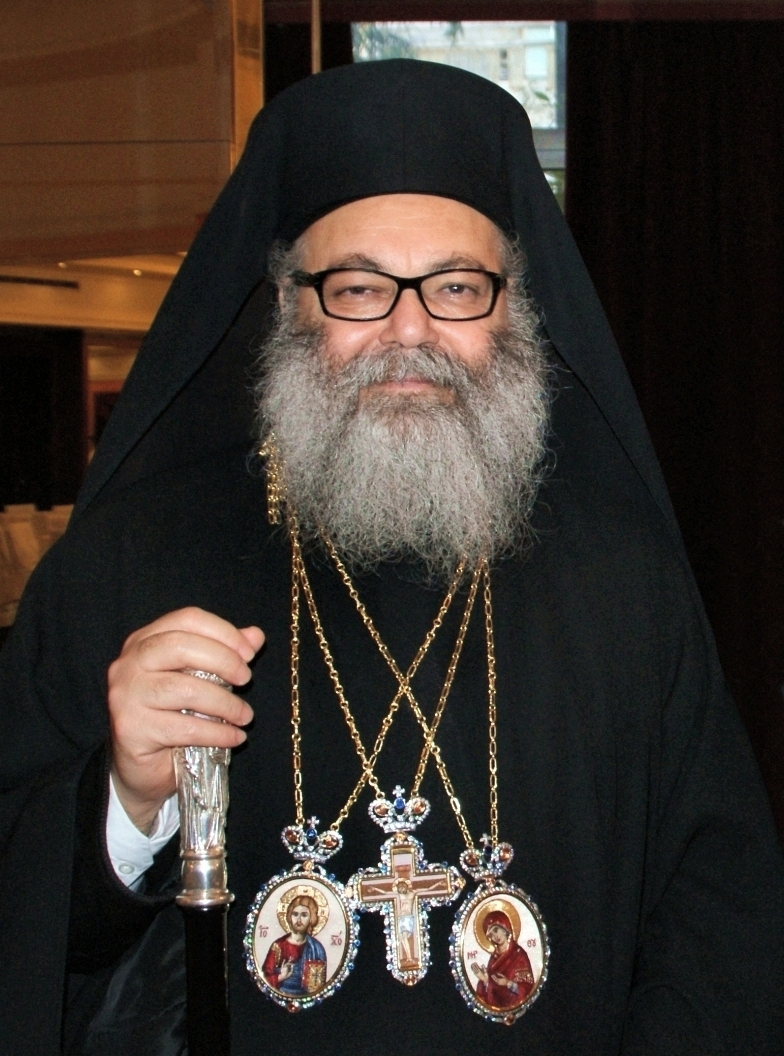
Patriarca Juan X Yazigi de Antioquía (griego ortodoxo). Hay otros 4 patriarcas de Antioquía: el siriaco ortodoxo y los tres en comunión con Roma (católico siriaco, maronita y melquita), además de un título extinto (el Patriarcado Latino de Antioquía).
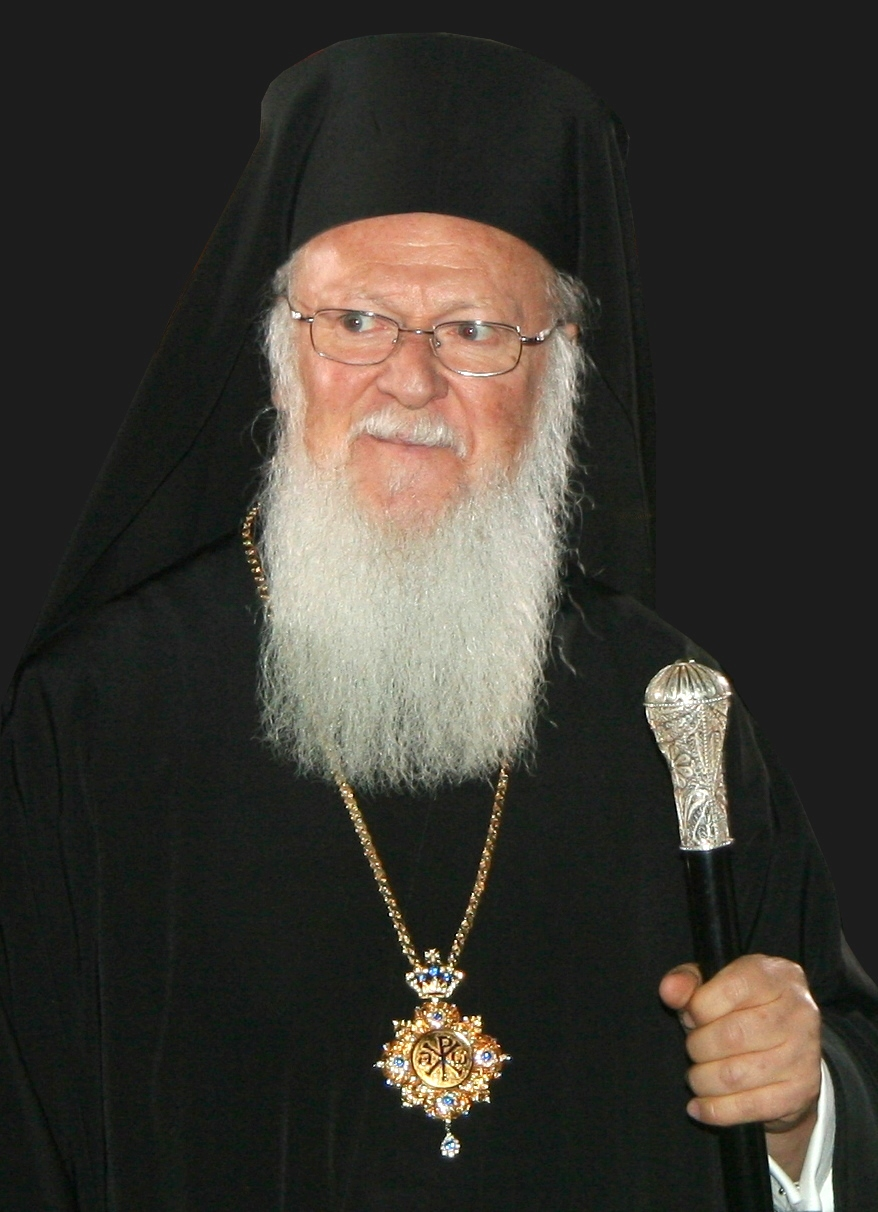
Patriarca Bartolomé I de Constantinopla (griego ortodoxo). Hay también un patriarcado armenio de Constantinopla.
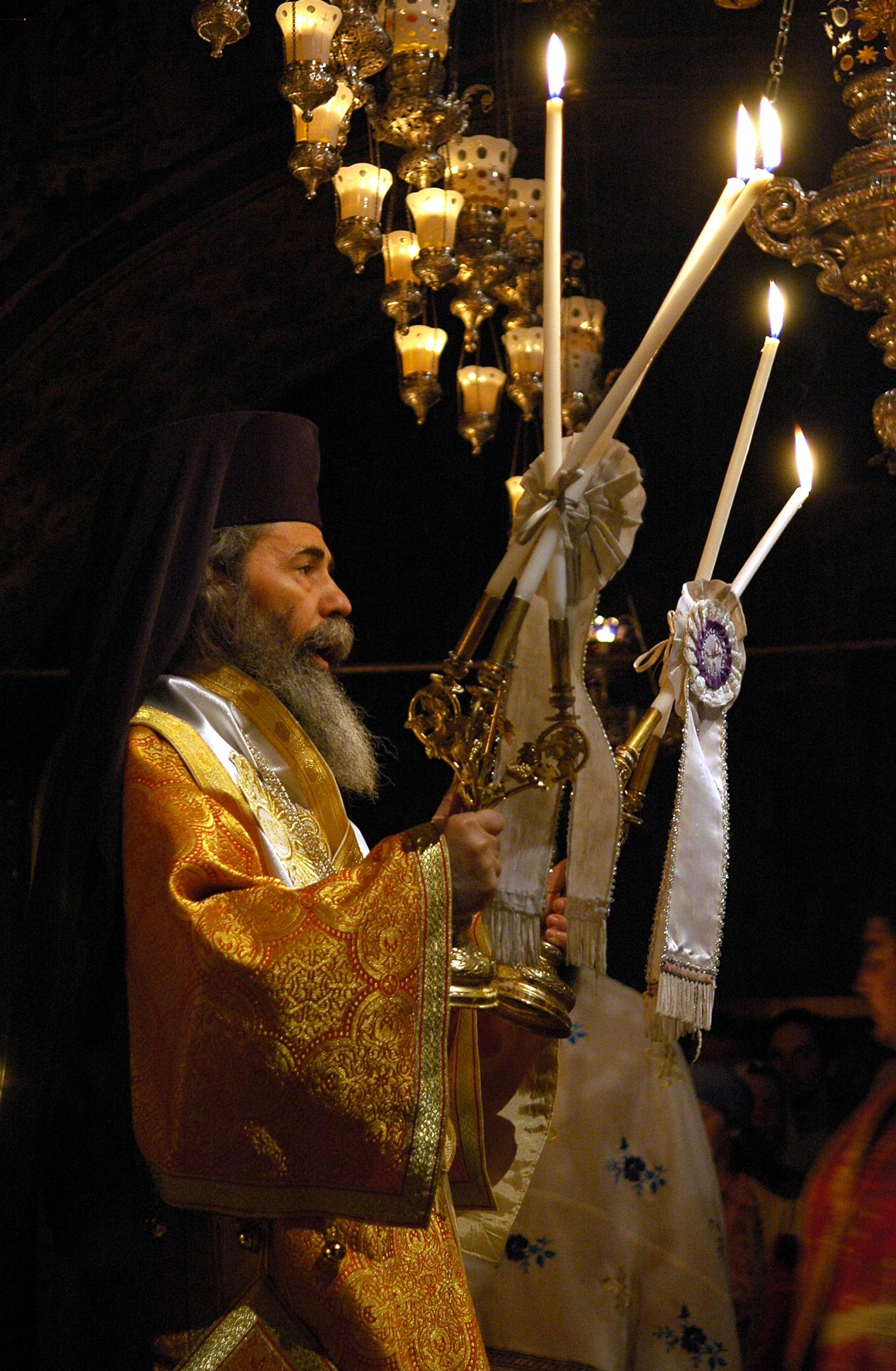
Patriarca Teófilo III de Jerusalén (ortodoxo griego). Hay otros tres patriarcas de Jerusalén: el armenio y dos en comunión con Roma (latino y melquita).
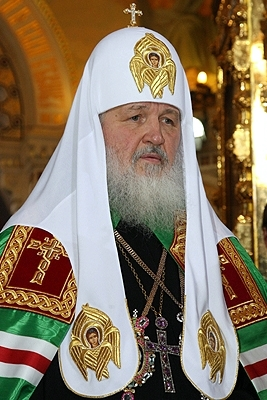
Patriarca Cirilo I de Moscú y toda Rusia.
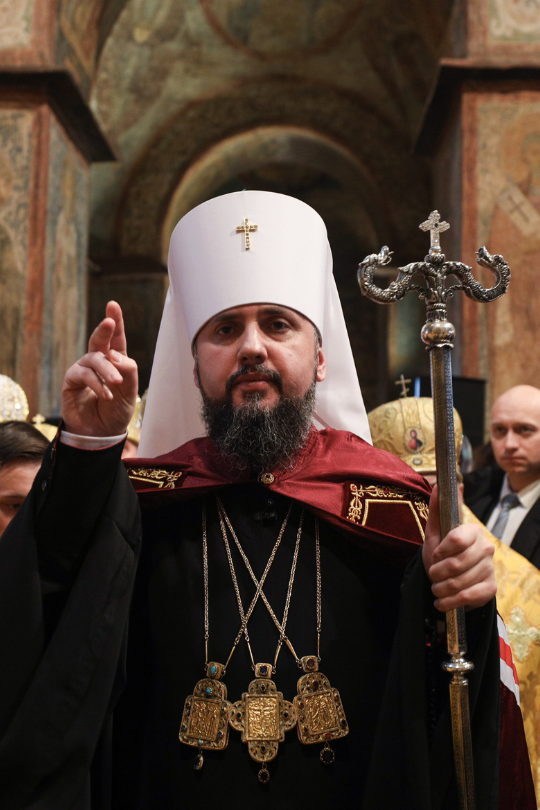
Metropolita Epiphany de la Iglesia ortodoxa de Ucrania.
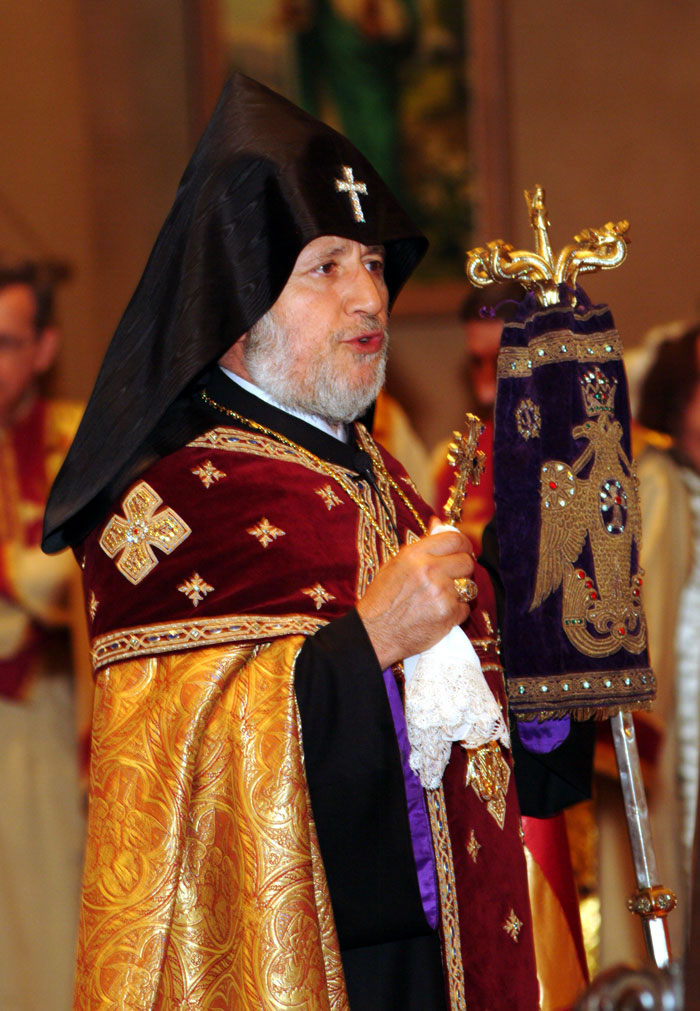
Patriarca Karekín II de Echmiadzín (armenio ortodoxo) o catholicós de Armenia y de todos los armenios.
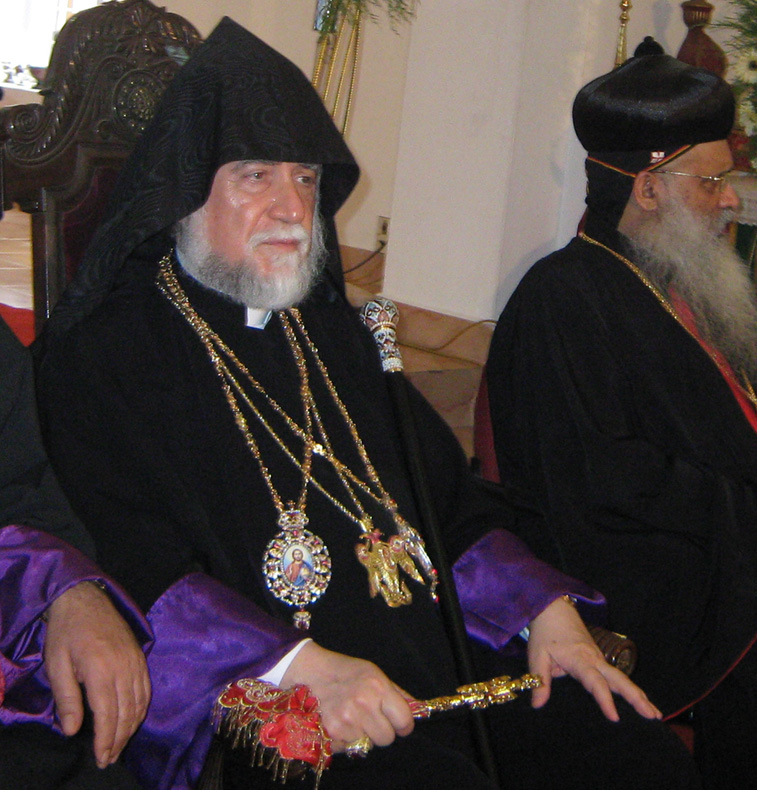
Patriarca Aram I de de Sis o Cilicia (armenio ortodoxo).
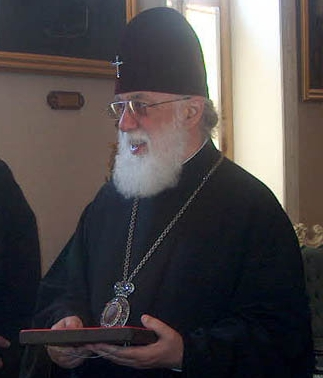
Patriarca Elías II de Tiflis y toda Georgia.
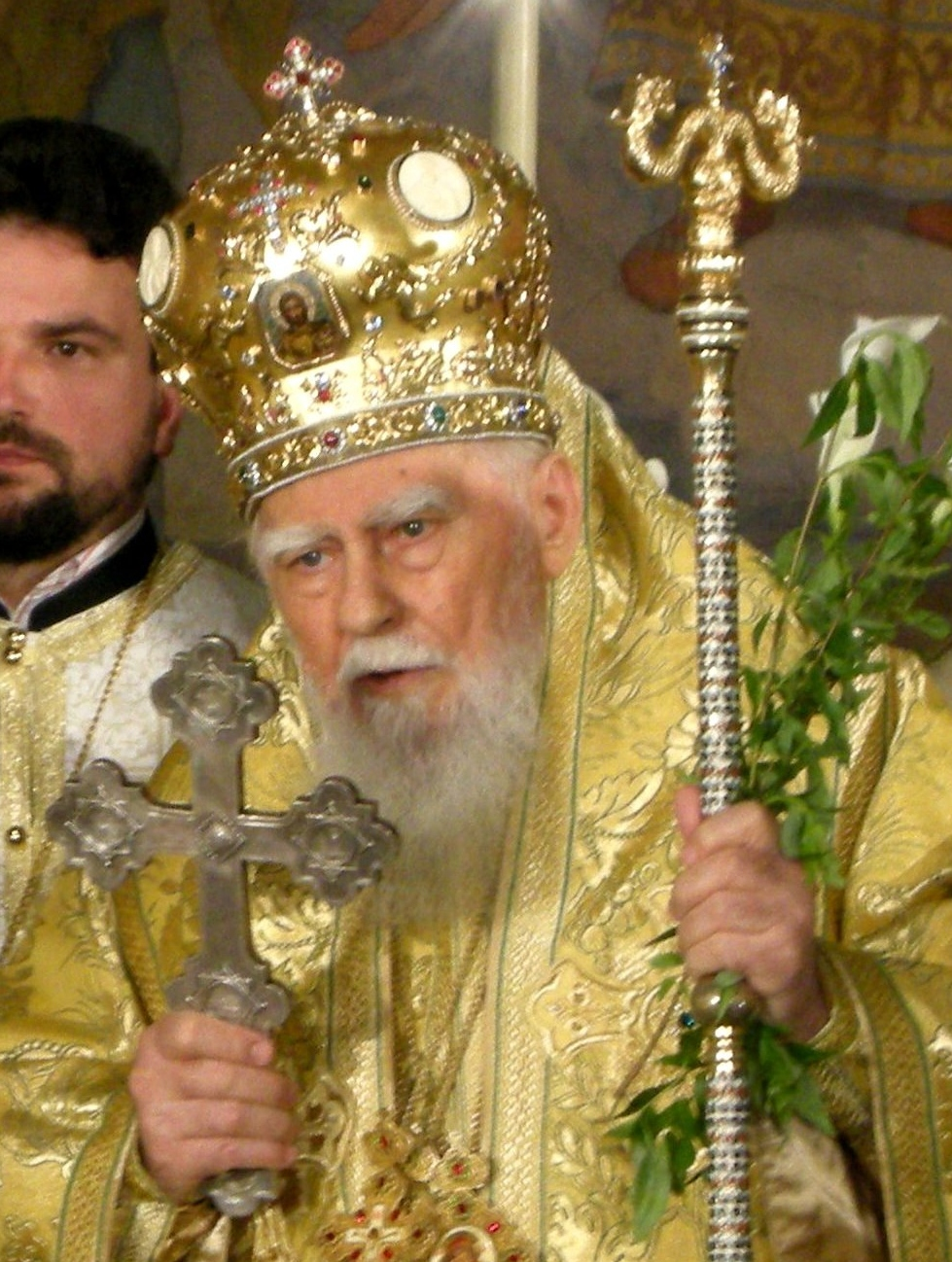
Patriarca Máximo de Bulgaria.
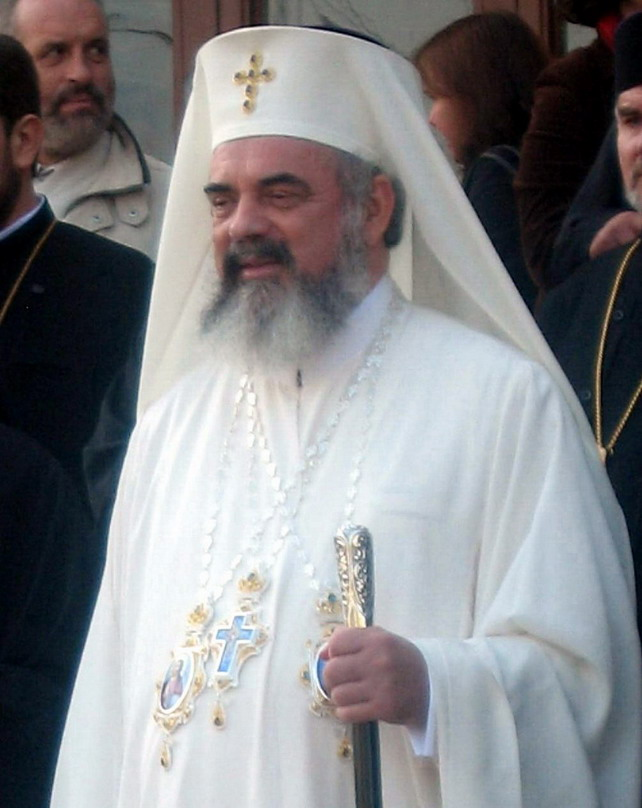
Patriarca Daniel de Rumanía.

### Iglesias de los dos concilios

Historia y evolución de los cristianos de Santo Tomás.

Iglesia del Oriente o del Este, también conocida como nestoriana; de los llamados cristianos de Santo Tomás o nasrani —"nazarenos"—:
- Iglesia asiria del Oriente
  - Iglesia siria caldea de la India[28]
- Antigua Iglesia del Oriente

### Iglesias de los tres concilios

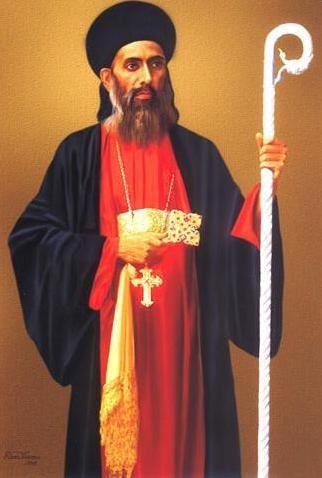
Gheevarghese Mar Gregorios de Parumala, santo de la Iglesia ortodoxa siria de Malankara (1848-1902).

Iglesias ortodoxas orientales (miafisitas o no calcedonianas):

#### Tradición copta
- Iglesia copta ortodoxa
- Iglesia ortodoxa de Etiopía o Iglesia tawahedo ("unitaria")
- Iglesia ortodoxa de Eritrea

#### Tradición siríaca
- Iglesia ortodoxa siria, siriana, siríaca, siro-ortodoxa, de Antioquía o jacobita (por Jacobo Baradeo,[29] obispo de Edesa en el siglo VI, defensor del miafisismo)
- Iglesia ortodoxa de India o Iglesia ortodoxa siria de Malankara[30]

#### Tradición armenia
- Iglesia apostólica armenia o gregoriana (por Gregorio I el Iluminador)

### Iglesias de los siete concilios
Iglesias ortodoxas reconocidas por el Patriarcado Ecuménico de Constantinopla:
- Iglesia ortodoxa de Constantinopla, presidida por el arzobispo de Constantinopla y patriarca ecuménico, tiene unos 3,5 millones de fieles.
- Iglesia ortodoxa de Alejandría, presidida por el patriarca de Alejandría y toda África, tiene unos 500 000 fieles.
- Iglesia ortodoxa de Antioquía, presidida por el patriarca de Antioquía y todo el Oriente, tiene aprox. 1,2 millones de fieles.
- Iglesia ortodoxa de Jerusalén, presidida por el patriarca de Jerusalén y toda Palestina, tiene unos 200 000 fieles.
- Iglesia ortodoxa rusa, presidida por el patriarca de Moscú y toda Rusia, tiene unos 140 millones de fieles.
- Iglesia ortodoxa georgiana, presidida por el patriarca-catolicós de Georgia, arzobispo de Mtsjeta-Tiflis y metropolitano de Abjasia y Bichvinta, tiene entre 4,5 y 5 millones de fieles.
- Iglesia ortodoxa serbia, presidida por el patriarca serbio, arzobispo de Peć, metropolitano de Belgrado y Karlovci, tiene unos 11 millones de fieles.
- Iglesia ortodoxa rumana, presidida por el patriarca de toda Rumanía, arzobispo de Bucarest y metropolitano de Muntenia y Dobrogea, tiene unos 20 millones de fieles.
- Iglesia ortodoxa búlgara, presidida por el patriarca de toda Bulgaria y metropolitano de Sofía, tiene unos 8 millones de fieles.
- Iglesia ortodoxa chipriota, presidida por el arzobispo de Nea Justiniana y todo Chipre, tiene entre 550 000 y 650 000 fieles.
- Iglesia ortodoxa griega, presidida por el arzobispo de Atenas y toda Grecia, tiene unos 10 millones de fieles.
- Iglesia ortodoxa albanesa, presidida por el arzobispo de Tirana, Durrës y toda Albania, tiene unos 400 000 fieles.
- Iglesia ortodoxa polaca, presidida por el metropolitano de Varsovia y toda Polonia, tiene unos 600 000 fieles.
- Iglesia ortodoxa checa y eslovaca, presidida por el metropolitano de todas las Tierras Checas y Eslovaquia, tiene unos 75 000 fieles.
- Iglesia ortodoxa de Ucrania, presidida por el metropolitano de Kiev y toda Ucrania (no reconocida por la Iglesia ortodoxa rusa, que reclama jurisdicción sobre ella).

Iglesias no reconocidas por el Patriarcado Ecuménico de Constantinopla:
- Iglesia ortodoxa en América
- Iglesia ortodoxa macedonia
- Iglesia ortodoxa montenegrina

### Iglesias de los veintiún concilios

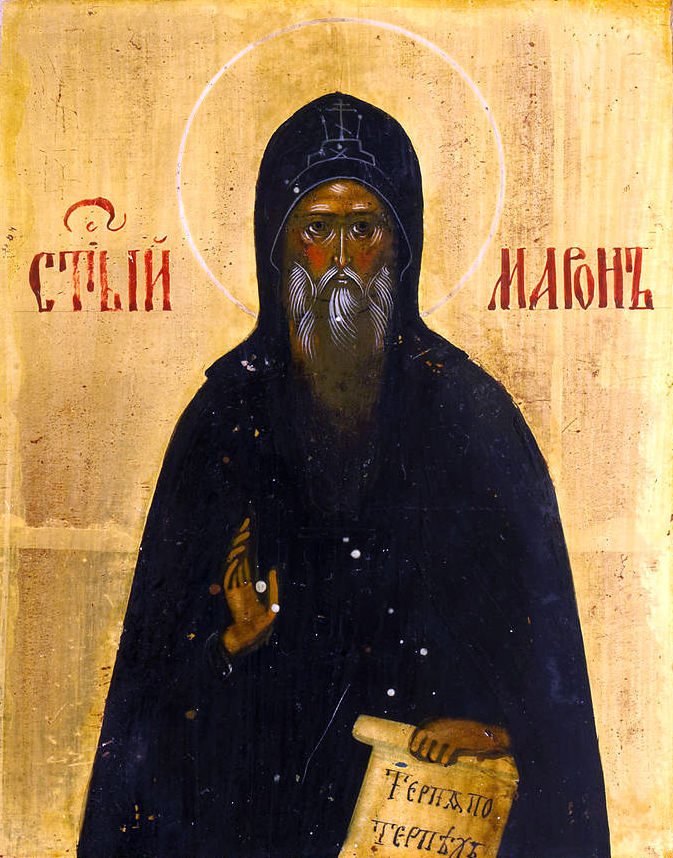
Marón, fundador de la Iglesia maronita.

Iglesias católicas orientales (también conocidas como uniatas):

#### Iglesias patriarcales
- Iglesia católica copta
- Iglesia maronita
- Iglesia católica siria
- Iglesia greco-católica melquita
- Iglesia católica caldea
- Iglesia católica armenia

#### Iglesias archiepiscopales mayores
- Iglesia greco-católica ucraniana
- Iglesia católica siro-malabar
- Iglesia católica siro-malankara
- Iglesia greco-católica rumana

#### Iglesias metropolitanas
- Iglesia católica bizantina rutena
- Iglesia greco-católica eslovaca
- Iglesia greco-católica húngara
- Iglesia católica etiópica
- Iglesia católica eritrea

#### Otras Iglesias católicas orientales
- Iglesia católica bizantina ítalo albanesa
- Iglesia católica bizantina griega
- Iglesia católica bizantina búlgara
- Iglesia bizantina católica de Croacia y Serbia
- Iglesia greco católica macedonia
- Iglesia greco católica bielorrusa
- Iglesia católica bizantina rusa
- Iglesia católica bizantina albanesa